# Liste der Träger des Nationalpreises der DDR III. Klasse für Wissenschaft und Technik (1960–1969)
Diese Liste stellt die Träger des Nationalpreises der DDR in der III. Klasse für Wissenschaft und Technik zwischen 1960 und 1969 dar. Zu den anderen Stufen siehe die Liste der Träger des Nationalpreises der DDR.

## Liste
| Auflistung nach Jahren                            |
| 1960 1961 1962 1963 1964 1965 1966 1967 1968 1969 |

| Jahr   | Preisträger | Preisträger | Verleihungsgrund | Anmerkung |
| ------ | --- | --- | --- | --------- |
| 1960 ↑ | Karl Schröter | Mathematiker und Hochschullehrer für mathematische Logik und Grundlagenforschung an der Humboldt-Universität, Direktor des Instituts für mathematische Logik                                                 | Für seine grundlegenden wissenschaftlichen Arbeiten auf dem Gebiet der mathematischen Logik, die zur Weiterentwicklung auf den Gebieten der Kybernetik, der elektronischen Rechenmaschinen und der Linguistik beigetragen haben |           |
| 1960 ↑ | Horst Philipps | Direktor des meteorologischen hydrologischen Dienstes der DDR. Hochschullehrer für allgemeine Meteorologie an der Humboldt-Universität Berlin                                                                | Für seine wissenschaftlichen Arbeiten auf meteorologischem und Gebiet, sowie für seine bedeutenden Beiträge bei der wissenschaftlichen Vorbereitung und Durchführung des Geophysikalischen Jahres |           |
| 1960 ↑ | Karl Smeykal | Abteilungsleiter im VEB Leunawerke „Walter Ulbricht“ | Für seine hervorragenden Forschungs- und Entwicklungsarbeiten auf den Gebieten der organischen Chemie, insbesondere für die Entwicklung von Verfahren zur Gewinnung von Aromaten aus Reformat oder Platformatbenzinen und Herstellung von Formamid und Dimethylformamid, die für die chemische Industrie von großer volkswirtschaftlicher Bedeutung sind                                                                |           |
| 1960 ↑ | Paul Herte | Abteilungsleiter im VEB Chemische Werke Buna | Für seine hervorragenden wissenschaftlichen Arbeiten bei der Schaffung neuer synthetischer Kautschuktypen und für die Entwicklung und Einführung neuer Produktionstechnologien, die für die chemische Industrie von großer volkswirtschaftlicher Bedeutung sind |           |
| 1960 ↑ | Georg Fritz Gietzelt | Radiologe an der Medizinischen Fakultät der Humboldt-Universität Berlin, Direktor der Universitäts-Geschwulstklinik der Charité, Berlin                                                                      | Für seine Arbeiten auf dem Gebiet der Krebsbekämpfung, die nationale und internationale Anerkennung gefunden haben |           |
| 1960 ↑ | Walter Hohlweg | Professor mit vollem Lehrauftrag an der Humboldt-Universität, Direktor des Instituts für experimentelle Endokrinologie und Leiter des Laboratoriums der Universitäts-Frauenklinik                            | Für seine hervorragenden wissenschaftlichen Arbeiten auf dem Gebiet der Hormonforschung, insbesondere der Sexualhormone, deren klinische Anwendung von großer Bedeutung ist |           |
| 1960 ↑ | Walter Schmitt | Prof. mit Lehrstuhl für allgemeine Chirurgie und Kinderchirurgie, Direktor der Chirurgischen Universitäts-Klinik Rostock                                                                                     | Für seine hervorragenden wissenschaftlichen Arbeiten auf dem Gebiet der Sympathicuschirurgie sowie für seine zielstrebige und bedeutsame Förderung der Kinderchirurgie, die allgemeine Anerkennung gefunden hat |           |
| 1960 ↑ | Karl Velhagen | Prof. mit Lehrstuhl für Ophthalmologie Direktor der Universitäts-Augenklinik und Poliklinik der Humboldt-Universität                                                                                         | Für seine hervorragenden wissenschaftlichen Arbeiten auf dem Gebiet der Augenheilkunde, insbesondere für sein Handbuch für Ophthalmologie, das internationale Anerkennung gefunden hat |           |
| 1960 ↑ | Erich Strack | Prof. mit Lehrstuhl für physiologische Chemie und Direktor des Physiologisch-Chemischen Instituts der Karl-Marx-Universität Leipzig                                                                          | für seine hervorragenden Arbeiten auf dem Gebiet der experimentell-medizinischen Wissenschaften, insbesondere für seine Untersuchungen des intermediaeren Fett- und Zuckerstoffwechsels |           |
| 1960 ↑ | Heinrich Besseler | Prof. mit Lehrstuhl für Musikwissenschaft an der Karl-Marx-Universität Leipzig, Direktor des Instituts für Musikwissenschaft des Musikinstrumentenmuseums                                                    | Für seine bedeutenden Bach-Forschungen und Untersuchungen zur musikalischen Klassik und Ästhetik, insbesondere für seine Werke „Musik des Mittelalters und der Renaissance“ und „Bourdon und Fauxbourdon“, die für die Weiterentwicklung der fortschrittlichen Musikwissenschaft von großem Wert sind |           |
| 1960 ↑ | Fritz Hintze | Prof. mit Lehrstuhl für Ägyptologie an der Humboldt-Universität | Für seine hervorragenden wissenschaftlichen Leistungen auf dem Gebiet der Ägyptologie, insbesondere für seine Forschungsarbeiten als Leiter der Butana-Expedition, deren wissenschaftliche Bedeutung vor allem in der Wiedererschließung der Geschichte des spätäthiopischen Reiches von Meroe liegt |           |
| 1960 ↑ | Hermann Ley | Vorsitzender des Staatlichen Rundfunkkomitees, Prof. mit Lehrstuhl für dialektischen und historischen Materialismus an der Technischen Hochschule Dresden, zurzeit Gastprofessor an der Humboldt-Universität | Für seine hervorragenden wissenschaftlichen Arbeiten auf dem Gebiet der Philosophie, insbesondere für sein Werk „Studien zur Geschichte des Materialismus im Mittelalter“ sowie für seine Arbeiten über die Zusammenhänge von Weltanschauung, Naturwissenschaft und Technik, die den dialektischen Materialismus als Forschungsmethode vielen Wissenschaftlern näherbrachten                                            |           |
| 1960 ↑ | Maximilian Klinkowski | Professor mit Lehrstuhl an der Landwirtschaftlichen Fakultät der Martin-Luther-Universität Halle, Direktor des Instituts für Phytopathologie der Universität Halle                                           | Für seine richtungweisenden wissenschaftlichen Arbeiten auf dem Gebiet der Phytopathologie, insbesondere für die Erforschung der Biologie pflanzlicher Viruskrankheiten und deren Bekämpfung |           |
| 1960 ↑ | Werner Erteld | Prof. mit Lehrstuhl für Forstnutzung an der Humboldt-Universität Berlin und Direktor des Instituts für Forstnutzung                                                                                          | Für seine bedeutenden Verdienste auf dem Gebiet der Forstnutzung, Insbesondere für seine ertragskundllchen Forschungen, die zu einer wesentlichen Steigerung der Rohholzerzeugung in der Forstwirtschaft führten |           |
| 1960 ↑ | Kollektiv Isotonenproduktion, Zentralinstitut für Kernphysik Dresden | Kollektiv Isotonenproduktion, Zentralinstitut für Kernphysik Dresden | Für ihren hervorragenden Anteil an den wissenschaftlichen Arbeiten, die zur Produktion von radioaktiven Isotopen führten und den Anschluß an den internationalen, wissenschaftlichen und technischen Stand herbeigeführt haben |           |
| 1960 ↑ | Rudolf Münze | Leiter der Abteilung Isotopenproduktion | Für ihren hervorragenden Anteil an den wissenschaftlichen Arbeiten, die zur Produktion von radioaktiven Isotopen führten und den Anschluß an den internationalen, wissenschaftlichen und technischen Stand herbeigeführt haben |           |
| 1960 ↑ | Peter Knoll | stellv. Leiter der Abteilung | Für ihren hervorragenden Anteil an den wissenschaftlichen Arbeiten, die zur Produktion von radioaktiven Isotopen führten und den Anschluß an den internationalen, wissenschaftlichen und technischen Stand herbeigeführt haben |           |
| 1960 ↑ | Oswald Hladik | Ingenieurchemiker | Für ihren hervorragenden Anteil an den wissenschaftlichen Arbeiten, die zur Produktion von radioaktiven Isotopen führten und den Anschluß an den internationalen, wissenschaftlichen und technischen Stand herbeigeführt haben |           |
| 1960 ↑ | Hans-Günther Reinhard | Ingenieurchemiker | Für ihren hervorragenden Anteil an den wissenschaftlichen Arbeiten, die zur Produktion von radioaktiven Isotopen führten und den Anschluß an den internationalen, wissenschaftlichen und technischen Stand herbeigeführt haben |           |
| 1960 ↑ | Wolfgang Baron | Laborant | Für ihren hervorragenden Anteil an den wissenschaftlichen Arbeiten, die zur Produktion von radioaktiven Isotopen führten und den Anschluß an den internationalen, wissenschaftlichen und technischen Stand herbeigeführt haben |           |
| 1960 ↑ | Kollektiv der Sozialistischen Arbeitsgemeinschaft des Grafitbetriebes im Elektro-Chemischen Kombinat Bitterfeld                                                                      | Kollektiv der Sozialistischen Arbeitsgemeinschaft des Grafitbetriebes im Elektro-Chemischen Kombinat Bitterfeld                                                                                              | Für ihren Anteil an der kollektiven Leistung, die Kapazität der Grafitierungsanlage durch Veränderung der Technologie und Dichtpackungsmethode von 22 600 Jato auf 30 000 Jato ohne Investmittel zu erhöhen, wodurch ein Beispiel sozialistischer Rekonstruktion geschaffen und das Weltniveau in der Grafittechnologie erreicht wurde                                                                                  |           |
| 1960 ↑ | Arthur Plötz | Obermeister | Für ihren Anteil an der kollektiven Leistung, die Kapazität der Grafitierungsanlage durch Veränderung der Technologie und Dichtpackungsmethode von 22 600 Jato auf 30 000 Jato ohne Investmittel zu erhöhen, wodurch ein Beispiel sozialistischer Rekonstruktion geschaffen und das Weltniveau in der Grafittechnologie erreicht wurde                                                                                  |           |
| 1960 ↑ | Johannes Winkler | | Für ihren Anteil an der kollektiven Leistung, die Kapazität der Grafitierungsanlage durch Veränderung der Technologie und Dichtpackungsmethode von 22 600 Jato auf 30 000 Jato ohne Investmittel zu erhöhen, wodurch ein Beispiel sozialistischer Rekonstruktion geschaffen und das Weltniveau in der Grafittechnologie erreicht wurde                                                                                  |           |
| 1960 ↑ | Horst Behnert | Schichtmeister | Für ihren Anteil an der kollektiven Leistung, die Kapazität der Grafitierungsanlage durch Veränderung der Technologie und Dichtpackungsmethode von 22 600 Jato auf 30 000 Jato ohne Investmittel zu erhöhen, wodurch ein Beispiel sozialistischer Rekonstruktion geschaffen und das Weltniveau in der Grafittechnologie erreicht wurde                                                                                  |           |
| 1960 ↑ | Gottfried Ostermay | | Für ihren Anteil an der kollektiven Leistung, die Kapazität der Grafitierungsanlage durch Veränderung der Technologie und Dichtpackungsmethode von 22 600 Jato auf 30 000 Jato ohne Investmittel zu erhöhen, wodurch ein Beispiel sozialistischer Rekonstruktion geschaffen und das Weltniveau in der Grafittechnologie erreicht wurde                                                                                  |           |
| 1960 ↑ | Kollektiv „Elektrolyse-Wofazelle“, VEB Farbenfabrik Wolfen | Kollektiv „Elektrolyse-Wofazelle“, VEB Farbenfabrik Wolfen | Für ihren Anteil an der Weiterentwicklung des elektrolytischen Verfahrens für die Herstellung von Natronlauge und Chlor, wobei eine Verdoppelung des Produktionserfolges bei nur 30prozentiger Steigerung des Energieaufwandes und eine wesentliche Senkung der Kosten erreicht worden ist |           |
| 1960 ↑ | Hans Niehuus | | Für ihren Anteil an der Weiterentwicklung des elektrolytischen Verfahrens für die Herstellung von Natronlauge und Chlor, wobei eine Verdoppelung des Produktionserfolges bei nur 30prozentiger Steigerung des Energieaufwandes und eine wesentliche Senkung der Kosten erreicht worden ist |           |
| 1960 ↑ | Max Kamprad | | Für ihren Anteil an der Weiterentwicklung des elektrolytischen Verfahrens für die Herstellung von Natronlauge und Chlor, wobei eine Verdoppelung des Produktionserfolges bei nur 30prozentiger Steigerung des Energieaufwandes und eine wesentliche Senkung der Kosten erreicht worden ist |           |
| 1960 ↑ | Horst Wirth | | Für ihren Anteil an der Weiterentwicklung des elektrolytischen Verfahrens für die Herstellung von Natronlauge und Chlor, wobei eine Verdoppelung des Produktionserfolges bei nur 30prozentiger Steigerung des Energieaufwandes und eine wesentliche Senkung der Kosten erreicht worden ist |           |
| 1960 ↑ | Willi Naumann | Obermeister | Für ihren Anteil an der Weiterentwicklung des elektrolytischen Verfahrens für die Herstellung von Natronlauge und Chlor, wobei eine Verdoppelung des Produktionserfolges bei nur 30prozentiger Steigerung des Energieaufwandes und eine wesentliche Senkung der Kosten erreicht worden ist |           |
| 1960 ↑ | Gustav Borchert | Schlosser | Für ihren Anteil an der Weiterentwicklung des elektrolytischen Verfahrens für die Herstellung von Natronlauge und Chlor, wobei eine Verdoppelung des Produktionserfolges bei nur 30prozentiger Steigerung des Energieaufwandes und eine wesentliche Senkung der Kosten erreicht worden ist |           |
| 1960 ↑ | Schriftstellerkollektiv | Schriftstellerkollektiv | Für ihren Anteil an der ausgezeichneten allgemein verständlichen und wissenschaftlich einwandfreien Darstellung neuer naturwissenschaftlicher Erkenntnisse, wie sie in den Werken „Gigant Atom“ „Auf dem Weg zu fernen Welten“ „Unsere Welt von morgen“ ihren Ausdruck findet, wodurch die Formung des neuen sozialistischen menschen und die Entwicklung seiner schöpferischen Aktivität wesentlich beeinflusst werden |           |
| 1960 ↑ | Karl Ewald Böhm | Schriftsteller | Für ihren Anteil an der ausgezeichneten allgemein verständlichen und wissenschaftlich einwandfreien Darstellung neuer naturwissenschaftlicher Erkenntnisse, wie sie in den Werken „Gigant Atom“ „Auf dem Weg zu fernen Welten“ „Unsere Welt von morgen“ ihren Ausdruck findet, wodurch die Formung des neuen sozialistischen menschen und die Entwicklung seiner schöpferischen Aktivität wesentlich beeinflusst werden |           |
| 1960 ↑ | Rolf Doerge | Schriftsteller | Für ihren Anteil an der ausgezeichneten allgemein verständlichen und wissenschaftlich einwandfreien Darstellung neuer naturwissenschaftlicher Erkenntnisse, wie sie in den Werken „Gigant Atom“ „Auf dem Weg zu fernen Welten“ „Unsere Welt von morgen“ ihren Ausdruck findet, wodurch die Formung des neuen sozialistischen menschen und die Entwicklung seiner schöpferischen Aktivität wesentlich beeinflusst werden |           |
| 1960 ↑ | Kollektiv Streckenvortriebsbrigade Gustav-Adolf Schur des VEB Kaliwerke Bleicherode                                                                                                  | Kollektiv Streckenvortriebsbrigade Gustav-Adolf Schur des VEB Kaliwerke Bleicherode | Für ihren Anteil bei der Durchsetzung und beispielhaften Einführung des maschinellen Streckenvortriebes, der für die Steigerung der Arbeitsproduktivität beim Aufschluß der Kalilagerstätten von bahnbrechender Bedeutung ist |           |
| 1960 ↑ | Ernst Marquardt | Brigadier | Für ihren Anteil bei der Durchsetzung und beispielhaften Einführung des maschinellen Streckenvortriebes, der für die Steigerung der Arbeitsproduktivität beim Aufschluß der Kalilagerstätten von bahnbrechender Bedeutung ist |           |
| 1960 ↑ | Günther Herbert | Ingenieur | Für ihren Anteil bei der Durchsetzung und beispielhaften Einführung des maschinellen Streckenvortriebes, der für die Steigerung der Arbeitsproduktivität beim Aufschluß der Kalilagerstätten von bahnbrechender Bedeutung ist |           |
| 1960 ↑ | Horst Stechbart | 1. Fahrer der Streckenvortriebsmaschine | Für ihren Anteil bei der Durchsetzung und beispielhaften Einführung des maschinellen Streckenvortriebes, der für die Steigerung der Arbeitsproduktivität beim Aufschluß der Kalilagerstätten von bahnbrechender Bedeutung ist |           |
| 1960 ↑ | Emil Kolm | 1. Fahrer der Streckenvortriebsmaschine | Für ihren Anteil bei der Durchsetzung und beispielhaften Einführung des maschinellen Streckenvortriebes, der für die Steigerung der Arbeitsproduktivität beim Aufschluß der Kalilagerstätten von bahnbrechender Bedeutung ist |           |
| 1960 ↑ | Eugen Beck | 1. Fahrer der Streckenvortriebsmaschine | Für ihren Anteil bei der Durchsetzung und beispielhaften Einführung des maschinellen Streckenvortriebes, der für die Steigerung der Arbeitsproduktivität beim Aufschluß der Kalilagerstätten von bahnbrechender Bedeutung ist |           |
| 1960 ↑ | Erich Fleckstein | 1. Fahrer der Streckenvortriebsmaschine | Für ihren Anteil bei der Durchsetzung und beispielhaften Einführung des maschinellen Streckenvortriebes, der für die Steigerung der Arbeitsproduktivität beim Aufschluß der Kalilagerstätten von bahnbrechender Bedeutung ist |           |
| 1960 ↑ | Kollektiv LPG „Freie Erde“ Wülfershausen-Osthausen | Kollektiv LPG „Freie Erde“ Wülfershausen-Osthausen | Für ihren Anteil an der Entwicklung der genossenschaftlichen Großproduktion auf der Grundlage der Anwendung wissenschaftlicher Erkenntnisse, die insbesondere in der Tierernährung zur vorfristigen Erfüllung der Planaufgaben der LPG im Rahmen des Siebenjahrplanes in der Landwirtschaft führten |           |
| 1960 ↑ | Alfred Rother | LPG-Vorsitzender | Für ihren Anteil an der Entwicklung der genossenschaftlichen Großproduktion auf der Grundlage der Anwendung wissenschaftlicher Erkenntnisse, die insbesondere in der Tierernährung zur vorfristigen Erfüllung der Planaufgaben der LPG im Rahmen des Siebenjahrplanes in der Landwirtschaft führten |           |
| 1960 ↑ | Johann Heger | Viehzuchtbrigadier | Für ihren Anteil an der Entwicklung der genossenschaftlichen Großproduktion auf der Grundlage der Anwendung wissenschaftlicher Erkenntnisse, die insbesondere in der Tierernährung zur vorfristigen Erfüllung der Planaufgaben der LPG im Rahmen des Siebenjahrplanes in der Landwirtschaft führten |           |
| 1960 ↑ | Heinz Pietzonka | Feldbaubrigadier | Für ihren Anteil an der Entwicklung der genossenschaftlichen Großproduktion auf der Grundlage der Anwendung wissenschaftlicher Erkenntnisse, die insbesondere in der Tierernährung zur vorfristigen Erfüllung der Planaufgaben der LPG im Rahmen des Siebenjahrplanes in der Landwirtschaft führten |           |
| 1960 ↑ | Karl Sadlo | Brigadier der Baubrigaden | Für ihren Anteil an der Entwicklung der genossenschaftlichen Großproduktion auf der Grundlage der Anwendung wissenschaftlicher Erkenntnisse, die insbesondere in der Tierernährung zur vorfristigen Erfüllung der Planaufgaben der LPG im Rahmen des Siebenjahrplanes in der Landwirtschaft führten |           |
| 1960 ↑ | Hildegard Heinze | Hühnerhaltung | Für ihren Anteil an der Entwicklung der genossenschaftlichen Großproduktion auf der Grundlage der Anwendung wissenschaftlicher Erkenntnisse, die insbesondere in der Tierernährung zur vorfristigen Erfüllung der Planaufgaben der LPG im Rahmen des Siebenjahrplanes in der Landwirtschaft führten |           |
| 1960 ↑ | Kollektiv der LPG „Kurt Bürger“ Zierow | Kollektiv der LPG „Kurt Bürger“ Zierow | Für ihren Anteil an der vorfristigen Erfüllung der Ziele des Siebenjahrplanes im Rahmen der LPG, die durch die mustergültige Entwicklung genossenschaftlicher Großproduktion auf der Grundlage wissenschaftlicher Erkenntnisse im Wesentlichen erreicht wurden |           |
| 1960 ↑ | Richard Jahnke | LPG-Vorsitzender | Für ihren Anteil an der vorfristigen Erfüllung der Ziele des Siebenjahrplanes im Rahmen der LPG, die durch die mustergültige Entwicklung genossenschaftlicher Großproduktion auf der Grundlage wissenschaftlicher Erkenntnisse im Wesentlichen erreicht wurden |           |
| 1960 ↑ | Johann Taczarek | Brigadeleiter Technik | Für ihren Anteil an der vorfristigen Erfüllung der Ziele des Siebenjahrplanes im Rahmen der LPG, die durch die mustergültige Entwicklung genossenschaftlicher Großproduktion auf der Grundlage wissenschaftlicher Erkenntnisse im Wesentlichen erreicht wurden |           |
| 1960 ↑ | Walter Czwickla | Tierpfleger | Für ihren Anteil an der vorfristigen Erfüllung der Ziele des Siebenjahrplanes im Rahmen der LPG, die durch die mustergültige Entwicklung genossenschaftlicher Großproduktion auf der Grundlage wissenschaftlicher Erkenntnisse im Wesentlichen erreicht wurden |           |
| 1960 ↑ | Kollektiv LPG „Einheit“ Lehndorf | Kollektiv LPG „Einheit“ Lehndorf | Für ihren Anteil an der zielstrebigen Durchsetzung sozialistischer Leistungsprinzipien und der Anwendung neuer wissenschaftlicher Erkenntnisse in der Tierzucht und im Ackerbau, die in der LPG zu höchsten Marktleistungen in der tierischen und pflanzlichen Produktion führten, die dem jetzigem Weltstand entsprechen.                                                                                              |           |
| 1960 ↑ | Horst Bischeck | LPG-Vorsitzender | Für ihren Anteil an der zielstrebigen Durchsetzung sozialistischer Leistungsprinzipien und der Anwendung neuer wissenschaftlicher Erkenntnisse in der Tierzucht und im Ackerbau, die in der LPG zu höchsten Marktleistungen in der tierischen und pflanzlichen Produktion führten, die dem jetzigem Weltstand entsprechen.                                                                                              |           |
| 1960 ↑ | Rafael Gattner | Feldbaubrigadier | Für ihren Anteil an der zielstrebigen Durchsetzung sozialistischer Leistungsprinzipien und der Anwendung neuer wissenschaftlicher Erkenntnisse in der Tierzucht und im Ackerbau, die in der LPG zu höchsten Marktleistungen in der tierischen und pflanzlichen Produktion führten, die dem jetzigem Weltstand entsprechen.                                                                                              |           |
| 1960 ↑ | Bernd Bischeck | Traktorist | Für ihren Anteil an der zielstrebigen Durchsetzung sozialistischer Leistungsprinzipien und der Anwendung neuer wissenschaftlicher Erkenntnisse in der Tierzucht und im Ackerbau, die in der LPG zu höchsten Marktleistungen in der tierischen und pflanzlichen Produktion führten, die dem jetzigem Weltstand entsprechen.                                                                                              |           |
| 1960 ↑ | Rotraud Lorenz | Viehpflegerin | Für ihren Anteil an der zielstrebigen Durchsetzung sozialistischer Leistungsprinzipien und der Anwendung neuer wissenschaftlicher Erkenntnisse in der Tierzucht und im Ackerbau, die in der LPG zu höchsten Marktleistungen in der tierischen und pflanzlichen Produktion führten, die dem jetzigem Weltstand entsprechen.                                                                                              |           |
| 1960 ↑ | Josef Witt | Traktorist | Für ihren Anteil an der zielstrebigen Durchsetzung sozialistischer Leistungsprinzipien und der Anwendung neuer wissenschaftlicher Erkenntnisse in der Tierzucht und im Ackerbau, die in der LPG zu höchsten Marktleistungen in der tierischen und pflanzlichen Produktion führten, die dem jetzigem Weltstand entsprechen.                                                                                              |           |
| 1960 ↑ | Kollektiv VEG Saatzucht „Walter Schneider“ Eisleben | Kollektiv VEG Saatzucht „Walter Schneider“ Eisleben | Für ihren Anteil an der beispielhaften Durchführung der sozialistischen Rekonstruktion alle Betriebszweige des VEG, die zu einer bedeutenden Steigerung der Arbeitsproduktivität in der landwirtschaftlichen Produktion führte. |           |
| 1960 ↑ | Hans Belitz | Direktor des VEG | Für ihren Anteil an der beispielhaften Durchführung der sozialistischen Rekonstruktion alle Betriebszweige des VEG, die zu einer bedeutenden Steigerung der Arbeitsproduktivität in der landwirtschaftlichen Produktion führte. |           |
| 1960 ↑ | Fritz Kolbe | Brigadier der Baubrigade | Für ihren Anteil an der beispielhaften Durchführung der sozialistischen Rekonstruktion alle Betriebszweige des VEG, die zu einer bedeutenden Steigerung der Arbeitsproduktivität in der landwirtschaftlichen Produktion führte. |           |
| 1961 ↑ | Hans Reichardt | Direktor des Instituts für reine Mathematik der DAW, Leiter der Forschungsgruppe Zahlentheorie | Für seine richtungweisenden mathematischen Arbeiten, insbesondere für seine Untersuchungen auf den Gebieten der Zahlentheorie, der Differentialgeometrie sowie der Vektor- und Tensoranalysis, durch die die mathematischen Wissenschaften wesentlich bereichert wurden. |           |
| 1961 ↑ | Hans Jancke | Direktor des Instituts für Gerätebau der DAW | Für die Anwendung moderner physikalischer Methoden im Gerätebau, durch die hochentwickelte Geräte, insbesondere für die Mechanisierung und Automatisierung der Produktion, geschaffen worden sind. |           |
| 1961 ↑ | Curt Melzer | Leiter der Forschung und Entwicklung im VEB Werkzeugprüfmaschinen Leipzig | Für die Neuentwicklung und Konstruktion moderner Werkstoffprüfmaschinen, die dazu beigetragen haben, den internationalen technischen Stand mitzubestimmen. |           |
| 1961 ↑ | Entwicklungskollektiv „Hartmagnetische Werkstoffe aus Abfallprodukten (Walzensinter)“                                                                                                | Entwicklungskollektiv „Hartmagnetische Werkstoffe aus Abfallprodukten (Walzensinter)“ | Für Ihren Anteil an der Entwicklung hartmagnetischer Ferrite aus Abfallprodukten (Walzensinter), die für weite Gebiete der Elektrotechnik von hoher ökonomischer Bedeutung sind. |           |
| 1961 ↑ | Horst-Guido Müller | Dresden | Für Ihren Anteil an der Entwicklung hartmagnetischer Ferrite aus Abfallprodukten (Walzensinter), die für weite Gebiete der Elektrotechnik von hoher ökonomischer Bedeutung sind. |           |
| 1961 ↑ | Friedrich Henneberger | Bitterfeld | Für Ihren Anteil an der Entwicklung hartmagnetischer Ferrite aus Abfallprodukten (Walzensinter), die für weite Gebiete der Elektrotechnik von hoher ökonomischer Bedeutung sind. |           |
| 1961 ↑ | Karl Krahl | Hermsdorf | Für Ihren Anteil an der Entwicklung hartmagnetischer Ferrite aus Abfallprodukten (Walzensinter), die für weite Gebiete der Elektrotechnik von hoher ökonomischer Bedeutung sind. |           |
| 1961 ↑ | Alfred Schinkmann | Hermsdorf | Für Ihren Anteil an der Entwicklung hartmagnetischer Ferrite aus Abfallprodukten (Walzensinter), die für weite Gebiete der Elektrotechnik von hoher ökonomischer Bedeutung sind. |           |
| 1961 ↑ | Waldemar Schilling | Hermsdorf | |           |
| 1961 ↑ | Hans Beyer | Professor mit Lehrstuhl an der EMAU Greifswald, Leiter des Instituts für Organische Chemie | Für seine außerordentlichen Verdienste als Hochschullehrer und Wissenschaftler, insbesondere für sein Lehrbuch der organischen Chemie, das eine breite internationale Anerkennung gefunden hat. |           |
| 1961 ↑ | Walter Voss | Professor für Makromolekulare Chemie und Chemie der Kohlehydrate an der MLU Halle, Leiter der Forschungs- und Entwicklungsstelle Faser und Zellstoff in der Filmfabrik Wolfen                                | Für seine hervorragenden Verdienste um die Entwicklung von Verfahren zur totalen Nutzung von Holz und anderen zellulosehaltigen Pflanzen für die Herstellung von chemischen Zwischenprodukten. |           |
| 1961 ↑ | Ernst Carstens | Dresden | Für seine außerordentlichen Verdienste um den Aufbau und den Fortschritt der pharmazeutischen Forschung und Industrie in der Deutschen Demokratischen Republik. |           |
| 1961 ↑ | Georg Günther | Ophthalmologe, Dekan der Medizinischen Fakultät der EMAU Greifswald | Für seine Forschungsarbeiten auf dem Gebiet der Augenheilkunde, insbesondere über die objektive Sehschärfenbestimmung, sowie für die Verbesserung operativer Methoden bei der Hornhautplastik. |           |
| 1961 ↑ | Karl Obermann | Historiker, Leiter des Instituts für Deutsche Geschichte der DAW, Leiter der Abteilung „Deutsche Geschichte von 1789 bis 1871“, Professor an der HUB                                                         | Für seine umfangreichen wissenschaftlichen Arbeiten auf dem Gebiet der deutschen Geschichte, die wesentliche Aufschlüsse über die Volksbewegung, insbesondere den Kampf der Arbeiterklasse, vermittelte und zur Ausarbeitung unseres nationalen Geschichtsbildes beigetragen haben. |           |
| 1961 ↑ | Horst Kunze | Bibliothekar, Generaldirektor der Deutschen Staatsbibliothek Berlin, Professor mit Lehrstuhl für Bibliothekswissenschaften an der HUB, Leiter des Instituts für Bibliothekswissenschaften                    | Für seine großen Verdienste bei der Entwicklung einer marxistischen Bibliothekswissenschaft, die zu neuen Ausbildungsformen für den wissenschaftlichen Nachwuchs führte und eine langfristige Perspektivplanung für die wissenschaftlichen Bibliotheken in der Deutschen Demokratischen Republik ermöglicht. |           |
| 1961 ↑ | Werner Peek | Professor mit Lehrstuhl für Klassische Philologie (Latinistik) an der MLU Halle | Für seine wissenschaftlichen Arbeiten auf dem Gebiet der klassischen Philologie, insbesondere für seine Forschungen und Publikationen über die altgriechische Epigraphik, die internationale Anerkennung fanden. |           |
| 1961 ↑ | Kollektiv des VEB Schachtbau Nordhausen | Kollektiv des VEB Schachtbau Nordhausen | Für ihren Anteil bei der Niederbringung des Marx-Engels-Schachtes II, bei der durch persönlichen Einsatz und Entwicklung neuer, dem Weltniveau entsprechender Abteufmethoden unter schwierigsten geologischen Bedingungen ein Beispiel sozialistischer Gemeinschaftsarbeit geschaffen wurde, das für den gesamten Bergbau vorbildlich ist                                                                               |           |
| 1961 ↑ | Kurt Bührig | | Für ihren Anteil bei der Niederbringung des Marx-Engels-Schachtes II, bei der durch persönlichen Einsatz und Entwicklung neuer, dem Weltniveau entsprechender Abteufmethoden unter schwierigsten geologischen Bedingungen ein Beispiel sozialistischer Gemeinschaftsarbeit geschaffen wurde, das für den gesamten Bergbau vorbildlich ist                                                                               |           |
| 1961 ↑ | Werner Arnold | | Für ihren Anteil bei der Niederbringung des Marx-Engels-Schachtes II, bei der durch persönlichen Einsatz und Entwicklung neuer, dem Weltniveau entsprechender Abteufmethoden unter schwierigsten geologischen Bedingungen ein Beispiel sozialistischer Gemeinschaftsarbeit geschaffen wurde, das für den gesamten Bergbau vorbildlich ist                                                                               |           |
| 1961 ↑ | Dieter Meinel | | Für ihren Anteil bei der Niederbringung des Marx-Engels-Schachtes II, bei der durch persönlichen Einsatz und Entwicklung neuer, dem Weltniveau entsprechender Abteufmethoden unter schwierigsten geologischen Bedingungen ein Beispiel sozialistischer Gemeinschaftsarbeit geschaffen wurde, das für den gesamten Bergbau vorbildlich ist                                                                               |           |
| 1961 ↑ | Walter Töpfer | | Für ihren Anteil bei der Niederbringung des Marx-Engels-Schachtes II, bei der durch persönlichen Einsatz und Entwicklung neuer, dem Weltniveau entsprechender Abteufmethoden unter schwierigsten geologischen Bedingungen ein Beispiel sozialistischer Gemeinschaftsarbeit geschaffen wurde, das für den gesamten Bergbau vorbildlich ist                                                                               |           |
| 1961 ↑ | Gerhard Richter | | Für ihren Anteil bei der Niederbringung des Marx-Engels-Schachtes II, bei der durch persönlichen Einsatz und Entwicklung neuer, dem Weltniveau entsprechender Abteufmethoden unter schwierigsten geologischen Bedingungen ein Beispiel sozialistischer Gemeinschaftsarbeit geschaffen wurde, das für den gesamten Bergbau vorbildlich ist                                                                               |           |
| 1961 ↑ | Willy Bieräugel | | Für ihren Anteil bei der Niederbringung des Marx-Engels-Schachtes II, bei der durch persönlichen Einsatz und Entwicklung neuer, dem Weltniveau entsprechender Abteufmethoden unter schwierigsten geologischen Bedingungen ein Beispiel sozialistischer Gemeinschaftsarbeit geschaffen wurde, das für den gesamten Bergbau vorbildlich ist                                                                               |           |
| 1961 ↑ | Kollektiv des VEG Tierzucht Bretsch | Kollektiv des VEG Tierzucht Bretsch | Für ihren Anteil an den bedeutenden Leistungen bei der Züchtung von Hochleistungsvieh in der Landwirtschaft, die durch Anwendung wissenschaftlicher Erkenntnisse das Weltniveau erreicht und mitbestimmt hat |           |
| 1961 ↑ | Harry Beguschewski | | Für ihren Anteil an den bedeutenden Leistungen bei der Züchtung von Hochleistungsvieh in der Landwirtschaft, die durch Anwendung wissenschaftlicher Erkenntnisse das Weltniveau erreicht und mitbestimmt hat |           |
| 1961 ↑ | Rudolf Kirst | | Für ihren Anteil an den bedeutenden Leistungen bei der Züchtung von Hochleistungsvieh in der Landwirtschaft, die durch Anwendung wissenschaftlicher Erkenntnisse das Weltniveau erreicht und mitbestimmt hat |           |
| 1961 ↑ | Friedrich Dorsch | | Für ihren Anteil an den bedeutenden Leistungen bei der Züchtung von Hochleistungsvieh in der Landwirtschaft, die durch Anwendung wissenschaftlicher Erkenntnisse das Weltniveau erreicht und mitbestimmt hat |           |
| 1961 ↑ | Willi Zingler | | Für ihren Anteil an den bedeutenden Leistungen bei der Züchtung von Hochleistungsvieh in der Landwirtschaft, die durch Anwendung wissenschaftlicher Erkenntnisse das Weltniveau erreicht und mitbestimmt hat |           |
| 1961 ↑ | Walter Leopold | | Für ihren Anteil an den bedeutenden Leistungen bei der Züchtung von Hochleistungsvieh in der Landwirtschaft, die durch Anwendung wissenschaftlicher Erkenntnisse das Weltniveau erreicht und mitbestimmt hat |           |
| 1962 ↑ | Walter Hoppe | Geologe, Professor mit Lehrstuhl für Geologie an der Hochschule für Architektur und Bauwesen (HAB) in Weimar, Direktor des Instituts für Geologie und Technische Gesteinskunde                               | für seine Untersuchungen über Kalisalzlagerstätten und die Lösung wasserwirtschaftlicher Probleme des Kalibergbaus, die von großer Bedeutung für die Entwicklung der Kaliindustrie der Deutschen Demokratischen Republik sind. |           |
| 1962 ↑ | Kollektiv „Hydrierung“ Im VEB Leuna-Werke „Walter Ulbricht“ | Kollektiv „Hydrierung“ Im VEB Leuna-Werke „Walter Ulbricht“ | für ihren Anteil an der in vorbildlicher sozialistischer Gemeinschaftsarbeit unter Ausnutzung bestehender Produktionsanlagen und Einsparung von Arbeitskräften erzielten, für die Erfüllung des Chemieprogramms bedeutsamen Erhöhung der Treibstoffproduktion der Abteilung Hydrierung im VEB Leuna-Werke „Walter Ulbricht“                                                                                             |           |
| 1962 ↑ | Heinz Klapproth | | für ihren Anteil an der in vorbildlicher sozialistischer Gemeinschaftsarbeit unter Ausnutzung bestehender Produktionsanlagen und Einsparung von Arbeitskräften erzielten, für die Erfüllung des Chemieprogramms bedeutsamen Erhöhung der Treibstoffproduktion der Abteilung Hydrierung im VEB Leuna-Werke „Walter Ulbricht“                                                                                             |           |
| 1962 ↑ | Wilhelm Szeleczky | | für ihren Anteil an der in vorbildlicher sozialistischer Gemeinschaftsarbeit unter Ausnutzung bestehender Produktionsanlagen und Einsparung von Arbeitskräften erzielten, für die Erfüllung des Chemieprogramms bedeutsamen Erhöhung der Treibstoffproduktion der Abteilung Hydrierung im VEB Leuna-Werke „Walter Ulbricht“                                                                                             |           |
| 1962 ↑ | Hans-Heinrich Reif | | für ihren Anteil an der in vorbildlicher sozialistischer Gemeinschaftsarbeit unter Ausnutzung bestehender Produktionsanlagen und Einsparung von Arbeitskräften erzielten, für die Erfüllung des Chemieprogramms bedeutsamen Erhöhung der Treibstoffproduktion der Abteilung Hydrierung im VEB Leuna-Werke „Walter Ulbricht“                                                                                             |           |
| 1962 ↑ | Heinz Baerenwald | | für ihren Anteil an der in vorbildlicher sozialistischer Gemeinschaftsarbeit unter Ausnutzung bestehender Produktionsanlagen und Einsparung von Arbeitskräften erzielten, für die Erfüllung des Chemieprogramms bedeutsamen Erhöhung der Treibstoffproduktion der Abteilung Hydrierung im VEB Leuna-Werke „Walter Ulbricht“                                                                                             |           |
| 1962 ↑ | Erich Kohl | | für ihren Anteil an der in vorbildlicher sozialistischer Gemeinschaftsarbeit unter Ausnutzung bestehender Produktionsanlagen und Einsparung von Arbeitskräften erzielten, für die Erfüllung des Chemieprogramms bedeutsamen Erhöhung der Treibstoffproduktion der Abteilung Hydrierung im VEB Leuna-Werke „Walter Ulbricht“                                                                                             |           |
| 1962 ↑ | Jutta Rauch | | für ihren Anteil an der in vorbildlicher sozialistischer Gemeinschaftsarbeit unter Ausnutzung bestehender Produktionsanlagen und Einsparung von Arbeitskräften erzielten, für die Erfüllung des Chemieprogramms bedeutsamen Erhöhung der Treibstoffproduktion der Abteilung Hydrierung im VEB Leuna-Werke „Walter Ulbricht“                                                                                             |           |
| 1962 ↑ | Willibald Lichtenheldt | Direktor des Instituts für Getriebelehre und Feinmechanik an der TU Dresden, Dresden | für seine Forschungsergebnisse und für seine von der Volkswirtschaft der Deutschen Demokratischen Republik mit großem Nutzen übernommenen Entwicklungsarbeiten auf dem Gebiet der Getriebelehre und der Kinematik sowie für sein Lehrbuch „Konstruktionslehre der Getriebe“ |           |
| 1962 ↑ | Georg Mierdel | Professor für Theoretische Elektrotechnik mit Gleichrichter an der TU Dresden, 1956 Dekan der Fakultät Elektrotechnik                                                                                        | für seine Forschungsergebnisse und seine wissenschaftlichen Veröffentlichungen auf physikalischem und elektrophysikalischem Gebiet, besonders in der Gasentladung |           |
| 1962 ↑ | Kollektiv „Unterwasserschiffsanstriche“ | Kollektiv „Unterwasserschiffsanstriche“ | für ihren Anteil an der von der Grundlagenforschung bis zur Überführung in die Praxis reichenden Entwicklung eines Schiffsbodenanstrichs / durch die der Nutzungswert der Schiffe erheblich gesteigert wird |           |
| 1962 ↑ | Hanns August Rathsack | Berlin | für ihren Anteil an der von der Grundlagenforschung bis zur Überführung in die Praxis reichenden Entwicklung eines Schiffsbodenanstrichs / durch die der Nutzungswert der Schiffe erheblich gesteigert wird |           |
| 1962 ↑ | Manfred Biele | Berlin | für ihren Anteil an der von der Grundlagenforschung bis zur Überführung in die Praxis reichenden Entwicklung eines Schiffsbodenanstrichs / durch die der Nutzungswert der Schiffe erheblich gesteigert wird |           |
| 1962 ↑ | Albrecht Siedentopf | Magdeburg | für ihren Anteil an der von der Grundlagenforschung bis zur Überführung in die Praxis reichenden Entwicklung eines Schiffsbodenanstrichs / durch die der Nutzungswert der Schiffe erheblich gesteigert wird |           |
| 1962 ↑ | Kollektiv „Umformtechnik“ des VEB Pressen- und Scherenbau Erfurt | Kollektiv „Umformtechnik“ des VEB Pressen- und Scherenbau Erfurt | für ihren Anteil an der Entwicklung einer Reihe von neuen Produktionsmitteln im VEB Pressen- und Scherenbau, Erfurt, die wesentlich zur Steigerung der Arbeitsproduktivität und Einsparung von Material beitragen |           |
| 1962 ↑ | Paul Herold | Erfurt | für ihren Anteil an der Entwicklung einer Reihe von neuen Produktionsmitteln im VEB Pressen- und Scherenbau, Erfurt, die wesentlich zur Steigerung der Arbeitsproduktivität und Einsparung von Material beitragen |           |
| 1962 ↑ | Heinrich Boesel | | für ihren Anteil an der Entwicklung einer Reihe von neuen Produktionsmitteln im VEB Pressen- und Scherenbau, Erfurt, die wesentlich zur Steigerung der Arbeitsproduktivität und Einsparung von Material beitragen |           |
| 1962 ↑ | Kurt Thamm | Karl-Marx-Stadt | für ihren Anteil an der Entwicklung einer Reihe von neuen Produktionsmitteln im VEB Pressen- und Scherenbau, Erfurt, die wesentlich zur Steigerung der Arbeitsproduktivität und Einsparung von Material beitragen |           |
| 1962 ↑ | Günter Rohnke | Erfurt | für ihren Anteil an der Entwicklung einer Reihe von neuen Produktionsmitteln im VEB Pressen- und Scherenbau, Erfurt, die wesentlich zur Steigerung der Arbeitsproduktivität und Einsparung von Material beitragen |           |
| 1962 ↑ | Kollektiv des VEB Automobilwerk Eisenach | Kollektiv des VEB Automobilwerk Eisenach | für ihren Anteil an der Projektierung und Einführung der Fließfertigung im Getriebebau, am Aufbau der Lackstraße sowie am Bau der Transferstraße für Zylinderblöcke im VEB Automobilwerk Eisenach |           |
| 1962 ↑ | Martin Zimmermann | | für ihren Anteil an der Projektierung und Einführung der Fließfertigung im Getriebebau, am Aufbau der Lackstraße sowie am Bau der Transferstraße für Zylinderblöcke im VEB Automobilwerk Eisenach |           |
| 1962 ↑ | Günter Loos | | für ihren Anteil an der Projektierung und Einführung der Fließfertigung im Getriebebau, am Aufbau der Lackstraße sowie am Bau der Transferstraße für Zylinderblöcke im VEB Automobilwerk Eisenach |           |
| 1962 ↑ | Walter Nothnagel | | für ihren Anteil an der Projektierung und Einführung der Fließfertigung im Getriebebau, am Aufbau der Lackstraße sowie am Bau der Transferstraße für Zylinderblöcke im VEB Automobilwerk Eisenach |           |
| 1962 ↑ | Egon Doth | | für ihren Anteil an der Projektierung und Einführung der Fließfertigung im Getriebebau, am Aufbau der Lackstraße sowie am Bau der Transferstraße für Zylinderblöcke im VEB Automobilwerk Eisenach |           |
| 1962 ↑ | Kollektiv des VEB Eisenhüttenkombinat Ost | Kollektiv des VEB Eisenhüttenkombinat Ost | für ihren Anteil an der Entwicklung der Schnellreparaturmethode und an der Ausarbeitung einer neuen, dem Weltniveau entsprechenden Technologie für die Generalreparatur von Hochöfen im Eisenhüttenkombinat Ost |           |
| 1962 ↑ | Karl Hofman | | für ihren Anteil an der Entwicklung der Schnellreparaturmethode und an der Ausarbeitung einer neuen, dem Weltniveau entsprechenden Technologie für die Generalreparatur von Hochöfen im Eisenhüttenkombinat Ost |           |
| 1962 ↑ | Wolfgang Kleemann | | für ihren Anteil an der Entwicklung der Schnellreparaturmethode und an der Ausarbeitung einer neuen, dem Weltniveau entsprechenden Technologie für die Generalreparatur von Hochöfen im Eisenhüttenkombinat Ost |           |
| 1962 ↑ | Bruno Wolff | | für ihren Anteil an der Entwicklung der Schnellreparaturmethode und an der Ausarbeitung einer neuen, dem Weltniveau entsprechenden Technologie für die Generalreparatur von Hochöfen im Eisenhüttenkombinat Ost |           |
| 1962 ↑ | Rudolf Sieger | | für ihren Anteil an der Entwicklung der Schnellreparaturmethode und an der Ausarbeitung einer neuen, dem Weltniveau entsprechenden Technologie für die Generalreparatur von Hochöfen im Eisenhüttenkombinat Ost |           |
| 1962 ↑ | Günter Voß | | für ihren Anteil an der Entwicklung der Schnellreparaturmethode und an der Ausarbeitung einer neuen, dem Weltniveau entsprechenden Technologie für die Generalreparatur von Hochöfen im Eisenhüttenkombinat Ost |           |
| 1962 ↑ | Gerhard Wustro | | für ihren Anteil an der Entwicklung der Schnellreparaturmethode und an der Ausarbeitung einer neuen, dem Weltniveau entsprechenden Technologie für die Generalreparatur von Hochöfen im Eisenhüttenkombinat Ost |           |
| 1962 ↑ | Alexis Scamoni | Professor an der Forstwissenschaftlichen Fakultät der HUB in Eberswalde | für seine Verdienste um die Entwicklung der forstlichen Vegetationskunde, die Standortskartierung und die Ausbildung des forstwissenschaftlichen Nachwuchses |           |
| 1962 ↑ | Kollektiv der LPG „7. Oktober“ Diestelow | Kollektiv der LPG „7. Oktober“ Diestelow | für ihren Anteil an der Entwicklung einer hohen genossenschaftlichen Produktion in der LPG „7. Oktober“, Diestelow, auf den Gebieten der Feld- und Viehwirtschaft durch konsequente Anwendung des wissenschaftlich-technischen Fortschritts und volle Ausnutzung der modernen Technik. |           |
| 1962 ↑ | Fritz Dietrich | | für ihren Anteil an der Entwicklung einer hohen genossenschaftlichen Produktion in der LPG „7. Oktober“, Diestelow, auf den Gebieten der Feld- und Viehwirtschaft durch konsequente Anwendung des wissenschaftlich-technischen Fortschritts und volle Ausnutzung der modernen Technik. |           |
| 1962 ↑ | Gerhard Radtke | | für ihren Anteil an der Entwicklung einer hohen genossenschaftlichen Produktion in der LPG „7. Oktober“, Diestelow, auf den Gebieten der Feld- und Viehwirtschaft durch konsequente Anwendung des wissenschaftlich-technischen Fortschritts und volle Ausnutzung der modernen Technik. |           |
| 1962 ↑ | Ursula Prestin | | für ihren Anteil an der Entwicklung einer hohen genossenschaftlichen Produktion in der LPG „7. Oktober“, Diestelow, auf den Gebieten der Feld- und Viehwirtschaft durch konsequente Anwendung des wissenschaftlich-technischen Fortschritts und volle Ausnutzung der modernen Technik. |           |
| 1962 ↑ | Erika Riewe | | für ihren Anteil an der Entwicklung einer hohen genossenschaftlichen Produktion in der LPG „7. Oktober“, Diestelow, auf den Gebieten der Feld- und Viehwirtschaft durch konsequente Anwendung des wissenschaftlich-technischen Fortschritts und volle Ausnutzung der modernen Technik. |           |
| 1962 ↑ | Heinz Schmidt | | für ihren Anteil an der Entwicklung einer hohen genossenschaftlichen Produktion in der LPG „7. Oktober“, Diestelow, auf den Gebieten der Feld- und Viehwirtschaft durch konsequente Anwendung des wissenschaftlich-technischen Fortschritts und volle Ausnutzung der modernen Technik. |           |
| 1962 ↑ | Franz Harms | | für ihren Anteil an der Entwicklung einer hohen genossenschaftlichen Produktion in der LPG „7. Oktober“, Diestelow, auf den Gebieten der Feld- und Viehwirtschaft durch konsequente Anwendung des wissenschaftlich-technischen Fortschritts und volle Ausnutzung der modernen Technik. |           |
| 1962 ↑ | Kollektiv der LPG „1. Mai“, Berlin-Wartenberg | Kollektiv der LPG „1. Mai“, Berlin-Wartenberg | für ihren Anteil an der Entwicklung der landwirtschaftlichen Produktion der LPG „1. Mai“, Wartenberg, die durch die Anwendung wissenschaftlicher Erkenntnisse, rationellste Ausnutzung der modernen Technik und Ausschöpfung aller Reserven den Weltstand erreichte |           |
| 1962 ↑ | Dietrich Besler | | für ihren Anteil an der Entwicklung der landwirtschaftlichen Produktion der LPG „1. Mai“, Wartenberg, die durch die Anwendung wissenschaftlicher Erkenntnisse, rationellste Ausnutzung der modernen Technik und Ausschöpfung aller Reserven den Weltstand erreichte |           |
| 1962 ↑ | Gerhard Barthel | | für ihren Anteil an der Entwicklung der landwirtschaftlichen Produktion der LPG „1. Mai“, Wartenberg, die durch die Anwendung wissenschaftlicher Erkenntnisse, rationellste Ausnutzung der modernen Technik und Ausschöpfung aller Reserven den Weltstand erreichte |           |
| 1962 ↑ | Paul Burghardt | | für ihren Anteil an der Entwicklung der landwirtschaftlichen Produktion der LPG „1. Mai“, Wartenberg, die durch die Anwendung wissenschaftlicher Erkenntnisse, rationellste Ausnutzung der modernen Technik und Ausschöpfung aller Reserven den Weltstand erreichte |           |
| 1962 ↑ | Günter Lardong | | für ihren Anteil an der Entwicklung der landwirtschaftlichen Produktion der LPG „1. Mai“, Wartenberg, die durch die Anwendung wissenschaftlicher Erkenntnisse, rationellste Ausnutzung der modernen Technik und Ausschöpfung aller Reserven den Weltstand erreichte |           |
| 1962 ↑ | Georg Mende | Professor mit Lehrstuhl für Philosophie an der FSU Jena | für seine stets mit den geistigen Auseinandersetzungen unserer Zeit im Zusammenhang stehenden Forschungsarbeiten und Veröffentlichungen auf dem Gebiet der marxistischen Philosophie |           |
| 1962 ↑ | Georg Knepler | Gründer der Hochschule für Musik in Berlin, Leiter des Musikwissenschaftlichen Instituts der HUB | für seine grundlegenden musikwissenschaftlichen Arbeiten, insbesondere für sein zweibändiges Werk „Musikgeschichte des 19. Jahrhunderts“ |           |
| 1962 ↑ | Georg Wildführ | Professor mit Lehrstuhl für Medizinische Mikrobiologie und Seuchenschutz an der KMU Leipzig, Direktor des Instituts für Medizinische Mikrobiologie und Epidemiologie                                         | für seine wissenschaftlichen Leistungen und sein praktisches Wirken auf den Gebieten der Mikrobiologie, Epidemiologie und des Seuchenschutzes sowie für sein zweibändiges Werk „Medizinische Mikrobiologie, Immunologie und Epidemiologie“ |           |
| 1963 ↑ | Wolfgang Birke | Ingenieur, Konstrukteur im VEB Leipziger Stahlbau | für seine Verdienste bei der Entwicklung der Schiffstransportanlagen, insbesondere für die Konstruktion und den Aufbau der Schiffstransportanlage für die Volkswerft Stralsund, mit der der Höchststand der Technik auf diesem Gebiet bestimmt wurde |           |
| 1963 ↑ | Sozialistische Arbeitsgemeinschaft „Vollmechanisierung der 300er Feineisenstraße“ des VEB Stahl- und Walzwerk „Wilhelm Florin“ Hennigsdorf                                           | Sozialistische Arbeitsgemeinschaft „Vollmechanisierung der 300er Feineisenstraße“ des VEB Stahl- und Walzwerk „Wilhelm Florin“ Hennigsdorf                                                                   | für ihren Anteil an der wissenschaftlich-technischen Durchführung der Vollmechanisierung der 300er Feineisen-Straße im VEB Stahl- und Walzwerk „Wilhelm Florin“ Hennigsdorf, insbesondere für die dabei entwickelten neuen wissenschaftlichen Methoden der Planung des Arbeitsablaufs und der sozialistischen Gemeinschaftsarbeit                                                                                       |           |
| 1963 ↑ | Günther Kutschke | | für ihren Anteil an der wissenschaftlich-technischen Durchführung der Vollmechanisierung der 300er Feineisen-Straße im VEB Stahl- und Walzwerk „Wilhelm Florin“ Hennigsdorf, insbesondere für die dabei entwickelten neuen wissenschaftlichen Methoden der Planung des Arbeitsablaufs und der sozialistischen Gemeinschaftsarbeit                                                                                       |           |
| 1963 ↑ | Karl-Heinz Sauske | | für ihren Anteil an der wissenschaftlich-technischen Durchführung der Vollmechanisierung der 300er Feineisen-Straße im VEB Stahl- und Walzwerk „Wilhelm Florin“ Hennigsdorf, insbesondere für die dabei entwickelten neuen wissenschaftlichen Methoden der Planung des Arbeitsablaufs und der sozialistischen Gemeinschaftsarbeit                                                                                       |           |
| 1963 ↑ | Friedrich Schwennicke | | für ihren Anteil an der wissenschaftlich-technischen Durchführung der Vollmechanisierung der 300er Feineisen-Straße im VEB Stahl- und Walzwerk „Wilhelm Florin“ Hennigsdorf, insbesondere für die dabei entwickelten neuen wissenschaftlichen Methoden der Planung des Arbeitsablaufs und der sozialistischen Gemeinschaftsarbeit                                                                                       |           |
| 1963 ↑ | Rudolf Ascher | | für ihren Anteil an der wissenschaftlich-technischen Durchführung der Vollmechanisierung der 300er Feineisen-Straße im VEB Stahl- und Walzwerk „Wilhelm Florin“ Hennigsdorf, insbesondere für die dabei entwickelten neuen wissenschaftlichen Methoden der Planung des Arbeitsablaufs und der sozialistischen Gemeinschaftsarbeit                                                                                       |           |
| 1963 ↑ | Rolf Rabe | | für ihren Anteil an der wissenschaftlich-technischen Durchführung der Vollmechanisierung der 300er Feineisen-Straße im VEB Stahl- und Walzwerk „Wilhelm Florin“ Hennigsdorf, insbesondere für die dabei entwickelten neuen wissenschaftlichen Methoden der Planung des Arbeitsablaufs und der sozialistischen Gemeinschaftsarbeit                                                                                       |           |
| 1963 ↑ | Bernhard Gottwald | | für ihren Anteil an der wissenschaftlich-technischen Durchführung der Vollmechanisierung der 300er Feineisen-Straße im VEB Stahl- und Walzwerk „Wilhelm Florin“ Hennigsdorf, insbesondere für die dabei entwickelten neuen wissenschaftlichen Methoden der Planung des Arbeitsablaufs und der sozialistischen Gemeinschaftsarbeit                                                                                       |           |
| 1963 ↑ | Entwicklungskollektiv „Niederdruck-Pneumatik“ des VEB Geräte- und Regler-Werke Teltow                                                                                                | Entwicklungskollektiv „Niederdruck-Pneumatik“ des VEB Geräte- und Regler-Werke Teltow | für ihren Anteil an der Entwicklung neuer Methoden der Betriebsmeß- und Regelungstechnik unter Verwendung einer Niederdruckpneumatik, die für die Automatisierung industrieller Produktionsprozesse von hervorragender Bedeutung sind |           |
| 1963 ↑ | Valentin Ferner | | für ihren Anteil an der Entwicklung neuer Methoden der Betriebsmeß- und Regelungstechnik unter Verwendung einer Niederdruckpneumatik, die für die Automatisierung industrieller Produktionsprozesse von hervorragender Bedeutung sind |           |
| 1963 ↑ | Heinz Hänel | | für ihren Anteil an der Entwicklung neuer Methoden der Betriebsmeß- und Regelungstechnik unter Verwendung einer Niederdruckpneumatik, die für die Automatisierung industrieller Produktionsprozesse von hervorragender Bedeutung sind |           |
| 1963 ↑ | Dietrich Drews | | für ihren Anteil an der Entwicklung neuer Methoden der Betriebsmeß- und Regelungstechnik unter Verwendung einer Niederdruckpneumatik, die für die Automatisierung industrieller Produktionsprozesse von hervorragender Bedeutung sind |           |
| 1963 ↑ | Heinz Malkwitz | | für ihren Anteil an der Entwicklung neuer Methoden der Betriebsmeß- und Regelungstechnik unter Verwendung einer Niederdruckpneumatik, die für die Automatisierung industrieller Produktionsprozesse von hervorragender Bedeutung sind |           |
| 1963 ↑ | Kollektiv des Landwirtschaftsbetriebes des Instituts für Tierzuchtforschung Dummerstorf der Deutschen Akademie der Landwirtschaftswissenschaften                                     | Kollektiv des Landwirtschaftsbetriebes des Instituts für Tierzuchtforschung Dummerstorf der Deutschen Akademie der Landwirtschaftswissenschaften                                                             | für ihren Anteil an der Entwicklung vorbildlicher sozialistischer Leitungsmethoden und beispielhafter Organisationsformen in der Feld- und Viehwirtschaft, die beim Verwirklichen des wissenschaftlich-technischen Fortschritts zu hohen Produktionsergebnissen führten. |           |
| 1963 ↑ | Heinrich Hofmann | | für ihren Anteil an der Entwicklung vorbildlicher sozialistischer Leitungsmethoden und beispielhafter Organisationsformen in der Feld- und Viehwirtschaft, die beim Verwirklichen des wissenschaftlich-technischen Fortschritts zu hohen Produktionsergebnissen führten. |           |
| 1963 ↑ | Hermann Höppner | | für ihren Anteil an der Entwicklung vorbildlicher sozialistischer Leitungsmethoden und beispielhafter Organisationsformen in der Feld- und Viehwirtschaft, die beim Verwirklichen des wissenschaftlich-technischen Fortschritts zu hohen Produktionsergebnissen führten. |           |
| 1963 ↑ | Rudolf Maaß | | für ihren Anteil an der Entwicklung vorbildlicher sozialistischer Leitungsmethoden und beispielhafter Organisationsformen in der Feld- und Viehwirtschaft, die beim Verwirklichen des wissenschaftlich-technischen Fortschritts zu hohen Produktionsergebnissen führten. |           |
| 1963 ↑ | Elfriede Müller | | für ihren Anteil an der Entwicklung vorbildlicher sozialistischer Leitungsmethoden und beispielhafter Organisationsformen in der Feld- und Viehwirtschaft, die beim Verwirklichen des wissenschaftlich-technischen Fortschritts zu hohen Produktionsergebnissen führten. |           |
| 1963 ↑ | Heinz Schäfer | | für ihren Anteil an der Entwicklung vorbildlicher sozialistischer Leitungsmethoden und beispielhafter Organisationsformen in der Feld- und Viehwirtschaft, die beim Verwirklichen des wissenschaftlich-technischen Fortschritts zu hohen Produktionsergebnissen führten. |           |
| 1963 ↑ | Johannes Baumgartner | | für ihren Anteil an der Entwicklung vorbildlicher sozialistischer Leitungsmethoden und beispielhafter Organisationsformen in der Feld- und Viehwirtschaft, die beim Verwirklichen des wissenschaftlich-technischen Fortschritts zu hohen Produktionsergebnissen führten. |           |
| 1963 ↑ | Kollektiv des Instituts für Acker- und Pflanzenbau Müncheberg der Deutschen Akademie der Landwirtschaftswissenschaften                                                               | Kollektiv des Instituts für Acker- und Pflanzenbau Müncheberg der Deutschen Akademie der Landwirtschaftswissenschaften                                                                                       | für ihren Anteil an der Erforschung wichtiger Probleme der Erhaltung und Mehrung der Bodenfruchtbarkeit und der Anwendung der gewonnenen wissenschaftlichen Erkenntnisse in der Praxis, was von größter volkswirtschaftlicher Bedeutung ist. |           |
| 1963 ↑ | Erich Rübensam | | für ihren Anteil an der Erforschung wichtiger Probleme der Erhaltung und Mehrung der Bodenfruchtbarkeit und der Anwendung der gewonnenen wissenschaftlichen Erkenntnisse in der Praxis, was von größter volkswirtschaftlicher Bedeutung ist. |           |
| 1963 ↑ | Kurt Rauhe | | für ihren Anteil an der Erforschung wichtiger Probleme der Erhaltung und Mehrung der Bodenfruchtbarkeit und der Anwendung der gewonnenen wissenschaftlichen Erkenntnisse in der Praxis, was von größter volkswirtschaftlicher Bedeutung ist. |           |
| 1963 ↑ | Karl Steinbrenner | | für ihren Anteil an der Erforschung wichtiger Probleme der Erhaltung und Mehrung der Bodenfruchtbarkeit und der Anwendung der gewonnenen wissenschaftlichen Erkenntnisse in der Praxis, was von größter volkswirtschaftlicher Bedeutung ist. |           |
| 1963 ↑ | Anton Kunze | | für ihren Anteil an der Erforschung wichtiger Probleme der Erhaltung und Mehrung der Bodenfruchtbarkeit und der Anwendung der gewonnenen wissenschaftlichen Erkenntnisse in der Praxis, was von größter volkswirtschaftlicher Bedeutung ist. |           |
| 1963 ↑ | Dietrich Eich | | für ihren Anteil an der Erforschung wichtiger Probleme der Erhaltung und Mehrung der Bodenfruchtbarkeit und der Anwendung der gewonnenen wissenschaftlichen Erkenntnisse in der Praxis, was von größter volkswirtschaftlicher Bedeutung ist. |           |
| 1963 ↑ | Kollektiv der LPG Typ I „Frohe Zukunft“, Landwüst, Kreis Klingenthal | Kollektiv der LPG Typ I „Frohe Zukunft“, Landwüst, Kreis Klingenthal | für ihren Anteil an der Entwicklung der guten genossenschaftlichen Arbeit in der LPG Typ I „Frohe Zukunft“, Landwüst, sowie der Durchsetzung wissenschaftlicher Erkenntnisse, die im Ergebnis zu höchsten Produktionsergebnissen in der Feld- und Viehwirtschaft führten. |           |
| 1963 ↑ | Arno Rank | | für ihren Anteil an der Entwicklung der guten genossenschaftlichen Arbeit in der LPG Typ I „Frohe Zukunft“, Landwüst, sowie der Durchsetzung wissenschaftlicher Erkenntnisse, die im Ergebnis zu höchsten Produktionsergebnissen in der Feld- und Viehwirtschaft führten. |           |
| 1963 ↑ | Wolfgang Schellig | | für ihren Anteil an der Entwicklung der guten genossenschaftlichen Arbeit in der LPG Typ I „Frohe Zukunft“, Landwüst, sowie der Durchsetzung wissenschaftlicher Erkenntnisse, die im Ergebnis zu höchsten Produktionsergebnissen in der Feld- und Viehwirtschaft führten. |           |
| 1963 ↑ | Günter Penzel | | für ihren Anteil an der Entwicklung der guten genossenschaftlichen Arbeit in der LPG Typ I „Frohe Zukunft“, Landwüst, sowie der Durchsetzung wissenschaftlicher Erkenntnisse, die im Ergebnis zu höchsten Produktionsergebnissen in der Feld- und Viehwirtschaft führten. |           |
| 1963 ↑ | Werner Felgmann | | für ihren Anteil an der Entwicklung der guten genossenschaftlichen Arbeit in der LPG Typ I „Frohe Zukunft“, Landwüst, sowie der Durchsetzung wissenschaftlicher Erkenntnisse, die im Ergebnis zu höchsten Produktionsergebnissen in der Feld- und Viehwirtschaft führten. |           |
| 1963 ↑ | Käthe Wunderlich | | für ihren Anteil an der Entwicklung der guten genossenschaftlichen Arbeit in der LPG Typ I „Frohe Zukunft“, Landwüst, sowie der Durchsetzung wissenschaftlicher Erkenntnisse, die im Ergebnis zu höchsten Produktionsergebnissen in der Feld- und Viehwirtschaft führten. |           |
| 1963 ↑ | Paul Hermenau | | für ihren Anteil an der Entwicklung der guten genossenschaftlichen Arbeit in der LPG Typ I „Frohe Zukunft“, Landwüst, sowie der Durchsetzung wissenschaftlicher Erkenntnisse, die im Ergebnis zu höchsten Produktionsergebnissen in der Feld- und Viehwirtschaft führten. |           |
| 1963 ↑ | Kollektiv der LPG Typ I „XXII. Parteitag der KPdSU“, Spröda, Kreis Delitzsch | Kollektiv der LPG Typ I „XXII. Parteitag der KPdSU“, Spröda, Kreis Delitzsch | für ihren Anteil an der Entwicklung der guten genossenschaftlichen Arbeit und neuer Formen der Organisation der landwirtschaftlichen Produktion in der LPG Typ I „XXII. Parteitag der KPdSU“, Spröda, unter Anwendung wissenschaftlicher Erkenntnisse, verbunden mit höchsten Leistungen in der Marktproduktion |           |
| 1963 ↑ | Manfred Prosch | | für ihren Anteil an der Entwicklung der guten genossenschaftlichen Arbeit und neuer Formen der Organisation der landwirtschaftlichen Produktion in der LPG Typ I „XXII. Parteitag der KPdSU“, Spröda, unter Anwendung wissenschaftlicher Erkenntnisse, verbunden mit höchsten Leistungen in der Marktproduktion |           |
| 1963 ↑ | Walter Hentschel | | für ihren Anteil an der Entwicklung der guten genossenschaftlichen Arbeit und neuer Formen der Organisation der landwirtschaftlichen Produktion in der LPG Typ I „XXII. Parteitag der KPdSU“, Spröda, unter Anwendung wissenschaftlicher Erkenntnisse, verbunden mit höchsten Leistungen in der Marktproduktion |           |
| 1963 ↑ | Gertraud Troitzsch | | für ihren Anteil an der Entwicklung der guten genossenschaftlichen Arbeit und neuer Formen der Organisation der landwirtschaftlichen Produktion in der LPG Typ I „XXII. Parteitag der KPdSU“, Spröda, unter Anwendung wissenschaftlicher Erkenntnisse, verbunden mit höchsten Leistungen in der Marktproduktion |           |
| 1963 ↑ | Elsa Krause | | für ihren Anteil an der Entwicklung der guten genossenschaftlichen Arbeit und neuer Formen der Organisation der landwirtschaftlichen Produktion in der LPG Typ I „XXII. Parteitag der KPdSU“, Spröda, unter Anwendung wissenschaftlicher Erkenntnisse, verbunden mit höchsten Leistungen in der Marktproduktion |           |
| 1963 ↑ | Hildegard Höppner | | für ihren Anteil an der Entwicklung der guten genossenschaftlichen Arbeit und neuer Formen der Organisation der landwirtschaftlichen Produktion in der LPG Typ I „XXII. Parteitag der KPdSU“, Spröda, unter Anwendung wissenschaftlicher Erkenntnisse, verbunden mit höchsten Leistungen in der Marktproduktion |           |
| 1963 ↑ | Gerhart Höppner | | für ihren Anteil an der Entwicklung der guten genossenschaftlichen Arbeit und neuer Formen der Organisation der landwirtschaftlichen Produktion in der LPG Typ I „XXII. Parteitag der KPdSU“, Spröda, unter Anwendung wissenschaftlicher Erkenntnisse, verbunden mit höchsten Leistungen in der Marktproduktion |           |
| 1963 ↑ | Rudolf Kochendörffer | Mathematiker, Professor mit Lehrstuhl für Mathematik an der WPU Rostock | für seine international anerkannten wissenschaftlichen Leistungen auf mathematischem Gebiet in Forschung und Lehre, insbesondere für seine Arbeiten beim Ausbau der modernen Algebra |           |
| 1964 ↑ | Nikolaus Joachim Lehmann | Direktor des Instituts für Maschinelle Rechentechnik in Dresden, Professor für angewandte Mathematik | für seine wissenschaftlichen Leistungen in Forschung, Entwicklung und Lehre auf dem Gebiet der maschinellen Rechentechnik und Datenverarbeitung und für seine erfolgreiche Mitarbeit bei der Überführung abgeschlossener Entwicklungen in die Produktion |           |
| 1964 ↑ | Josef Schintlmeister | Kernphysiker, Professor mit Lehrstuhl für Kernspektroskopie an der TU Dresden, Leiter des Bereiches Physik der Atomkerne am Zentralinstitut für Kernforschung Rossendorf                                     | für seine wissenschaftlichen Leistungen auf dem Gebiet der experimentellen Kernphysik, insbesondere der Kernspektroskopie sowie für die von ihm geschaffenen Grundlagen zur Entwicklung der Nanosekundentechnik und zweidimensionalen Koinzidonztechnik |           |
| 1964 ↑ | Wolfgang Bobeth | Textiltechniker, Professor mit Lehrauftrag an der TU Dresden, Direktor des Institutes für Technologie der Fasern an der TU Dresden                                                                           | für seine wissenschaftlichen Leistungen auf dem Gebiet der Prüfung der Faserstoffe, insbesondere der Glasfaserstoffe, die zu einer systematischen Gebrauchswertgestaltung und zur erheblichen Steigerung der Qualität und der Anwendung einheimischer Faserstoffe führten |           |
| 1964 ↑ | das „Leitungskollektiv der technischen Abteilung Energie“ des VEB Chemische Werke Buna                                                                                               | das „Leitungskollektiv der technischen Abteilung Energie“ des VEB Chemische Werke Buna | für den Anteil bei der umfassenden Rekonstruktion der Energieausrüstungen des VEB Chemische Werke Buna und die damit verbundene Senkung des spezifischen Energieverbrauches, die einen beachtlichen volkswirtschaftlichen Nutzen bringen |           |
| 1964 ↑ | Johannes Thieme | | für den Anteil bei der umfassenden Rekonstruktion der Energieausrüstungen des VEB Chemische Werke Buna und die damit verbundene Senkung des spezifischen Energieverbrauches, die einen beachtlichen volkswirtschaftlichen Nutzen bringen |           |
| 1964 ↑ | Joachim Hoffmann | | für den Anteil bei der umfassenden Rekonstruktion der Energieausrüstungen des VEB Chemische Werke Buna und die damit verbundene Senkung des spezifischen Energieverbrauches, die einen beachtlichen volkswirtschaftlichen Nutzen bringen |           |
| 1964 ↑ | Friedrich Strobl | | für den Anteil bei der umfassenden Rekonstruktion der Energieausrüstungen des VEB Chemische Werke Buna und die damit verbundene Senkung des spezifischen Energieverbrauches, die einen beachtlichen volkswirtschaftlichen Nutzen bringen |           |
| 1964 ↑ | Geologenkollektiv „Erkundung der Kalisalzvorkommen auf der Scholle von Calvörde“ | Geologenkollektiv „Erkundung der Kalisalzvorkommen auf der Scholle von Calvörde“ | für den Anteil bei der wissenschaftlichen Vorbereitung und Durchführung der geologischen Erkundung der Kalisalzlagerstätte Calvörde |           |
| 1964 ↑ | Joachim Löffler | Halle | für den Anteil bei der wissenschaftlichen Vorbereitung und Durchführung der geologischen Erkundung der Kalisalzlagerstätte Calvörde |           |
| 1964 ↑ | Werner Reichenbach | Halle | für den Anteil bei der wissenschaftlichen Vorbereitung und Durchführung der geologischen Erkundung der Kalisalzlagerstätte Calvörde |           |
| 1964 ↑ | Günter Schulze | Halle | für den Anteil bei der wissenschaftlichen Vorbereitung und Durchführung der geologischen Erkundung der Kalisalzlagerstätte Calvörde |           |
| 1964 ↑ | Wolf-Dieter Reussner | Berlin | für den Anteil bei der wissenschaftlichen Vorbereitung und Durchführung der geologischen Erkundung der Kalisalzlagerstätte Calvörde |           |
| 1964 ↑ | Ingenieurkollektiv „Schaufelradbagger“ | Ingenieurkollektiv „Schaufelradbagger“ | für den Anteil an der konstruktiven Gestaltung einer Typenreihe von Schaufelradbaggern auf der Grundlage des Baukastenprinzips und einer weitgehenden Standardisierung der Bauelemente, aus der sich beachtliche technische und ökonomische Erfolge ergeben haben |           |
| 1964 ↑ | Rolf Müller | Lauchhammer | für den Anteil an der konstruktiven Gestaltung einer Typenreihe von Schaufelradbaggern auf der Grundlage des Baukastenprinzips und einer weitgehenden Standardisierung der Bauelemente, aus der sich beachtliche technische und ökonomische Erfolge ergeben haben |           |
| 1964 ↑ | Günter Heppner | Lauchhammer | für den Anteil an der konstruktiven Gestaltung einer Typenreihe von Schaufelradbaggern auf der Grundlage des Baukastenprinzips und einer weitgehenden Standardisierung der Bauelemente, aus der sich beachtliche technische und ökonomische Erfolge ergeben haben |           |
| 1964 ↑ | Richard Hagemann | Lauchhammer | für den Anteil an der konstruktiven Gestaltung einer Typenreihe von Schaufelradbaggern auf der Grundlage des Baukastenprinzips und einer weitgehenden Standardisierung der Bauelemente, aus der sich beachtliche technische und ökonomische Erfolge ergeben haben |           |
| 1964 ↑ | Gerhard Eidner | Leipzig | für den Anteil an der konstruktiven Gestaltung einer Typenreihe von Schaufelradbaggern auf der Grundlage des Baukastenprinzips und einer weitgehenden Standardisierung der Bauelemente, aus der sich beachtliche technische und ökonomische Erfolge ergeben haben |           |
| 1964 ↑ | Kollektiv „Technologie der Uhrenfabrikation“ | Kollektiv „Technologie der Uhrenfabrikation“ | für den in vorbildlicher sozialistischer Gemeinschaftsarbeit geleisteten Anteil bei dem Aufbau einer neuen Verfahrenstechnik in der Uhrenfabrikation, insbesondere im Zusammenhang mit der Entwicklung elektrischer Uhren |           |
| 1964 ↑ | Horst Scholtz | Leipzig | für den in vorbildlicher sozialistischer Gemeinschaftsarbeit geleisteten Anteil bei dem Aufbau einer neuen Verfahrenstechnik in der Uhrenfabrikation, insbesondere im Zusammenhang mit der Entwicklung elektrischer Uhren |           |
| 1964 ↑ | Heinz Wedler | Ruhla | für den in vorbildlicher sozialistischer Gemeinschaftsarbeit geleisteten Anteil bei dem Aufbau einer neuen Verfahrenstechnik in der Uhrenfabrikation, insbesondere im Zusammenhang mit der Entwicklung elektrischer Uhren |           |
| 1964 ↑ | Herbert Lesser | Ruhla | für den in vorbildlicher sozialistischer Gemeinschaftsarbeit geleisteten Anteil bei dem Aufbau einer neuen Verfahrenstechnik in der Uhrenfabrikation, insbesondere im Zusammenhang mit der Entwicklung elektrischer Uhren |           |
| 1964 ↑ | Klaus Mleinek | Ruhla | für den in vorbildlicher sozialistischer Gemeinschaftsarbeit geleisteten Anteil bei dem Aufbau einer neuen Verfahrenstechnik in der Uhrenfabrikation, insbesondere im Zusammenhang mit der Entwicklung elektrischer Uhren |           |
| 1964 ↑ | Kurt Baumbach | Ruhla | für den in vorbildlicher sozialistischer Gemeinschaftsarbeit geleisteten Anteil bei dem Aufbau einer neuen Verfahrenstechnik in der Uhrenfabrikation, insbesondere im Zusammenhang mit der Entwicklung elektrischer Uhren |           |
| 1964 ↑ | Werner Selke | Direktor des „Instituts für Landwirtschaftliches Untersuchungswesen Potsdam“ | für seine wissenschaftlichen Arbeiten auf dem Gebiet der landwirtschaftlichen Untersuchungsmethodik und der Landwirtschaftschemie, die wesentlich zur Steigerung der Hektarerträge beitragen |           |
| 1964 ↑ | Friedrich Walper | Oberveterinärrat, Leiter der Veterinärhygieneinspektion (VHI) des Bezirkes Gera | für seine wissenschaftlichen Leistungen auf dem Gebiet der Lebensmittelhygiene und deren praktische Durchsetzung, die von großer Bedeutung für die tierärztliche Lebensmittelüberwachung und von hohem ökonomischem Nutzen sind |           |
| 1964 ↑ | Kollektiv der LPG Typ I „Bergfrieden“ Sohland (Spree), Kreis Bautzen | Kollektiv der LPG Typ I „Bergfrieden“ Sohland (Spree), Kreis Bautzen | für den Anteil bei der Entwicklung neuer Formen der Planung und Leitung sowie der beispielhaften Einrichtung großer Produktionseinheiten in der genossenschaftlichen Viehhaltung in der LPG Typ I „Bergfrieden“, Sohland (Spree), die zu ständig wachsenden Produktionsergebnissen führten |           |
| 1964 ↑ | Helmut Köhler | Vorsitzender der LPG | für den Anteil bei der Entwicklung neuer Formen der Planung und Leitung sowie der beispielhaften Einrichtung großer Produktionseinheiten in der genossenschaftlichen Viehhaltung in der LPG Typ I „Bergfrieden“, Sohland (Spree), die zu ständig wachsenden Produktionsergebnissen führten |           |
| 1964 ↑ | Marianne Harnisch | stellvertretende Vorsitzende | für den Anteil bei der Entwicklung neuer Formen der Planung und Leitung sowie der beispielhaften Einrichtung großer Produktionseinheiten in der genossenschaftlichen Viehhaltung in der LPG Typ I „Bergfrieden“, Sohland (Spree), die zu ständig wachsenden Produktionsergebnissen führten |           |
| 1964 ↑ | Gertrud Rücker | Arbeitsgruppenleiterin Jungviehaufzucht | für den Anteil bei der Entwicklung neuer Formen der Planung und Leitung sowie der beispielhaften Einrichtung großer Produktionseinheiten in der genossenschaftlichen Viehhaltung in der LPG Typ I „Bergfrieden“, Sohland (Spree), die zu ständig wachsenden Produktionsergebnissen führten |           |
| 1964 ↑ | Richard Kopsen | Feldbaubrigadier | für den Anteil bei der Entwicklung neuer Formen der Planung und Leitung sowie der beispielhaften Einrichtung großer Produktionseinheiten in der genossenschaftlichen Viehhaltung in der LPG Typ I „Bergfrieden“, Sohland (Spree), die zu ständig wachsenden Produktionsergebnissen führten |           |
| 1964 ↑ | Helmut Adler | Brigadier (Technik) | für den Anteil bei der Entwicklung neuer Formen der Planung und Leitung sowie der beispielhaften Einrichtung großer Produktionseinheiten in der genossenschaftlichen Viehhaltung in der LPG Typ I „Bergfrieden“, Sohland (Spree), die zu ständig wachsenden Produktionsergebnissen führten |           |
| 1964 ↑ | Karl Baumhäckel | Weidewärter | für den Anteil bei der Entwicklung neuer Formen der Planung und Leitung sowie der beispielhaften Einrichtung großer Produktionseinheiten in der genossenschaftlichen Viehhaltung in der LPG Typ I „Bergfrieden“, Sohland (Spree), die zu ständig wachsenden Produktionsergebnissen führten |           |
| 1964 ↑ | Kollektiv der LPG Typ III „Bundschuh“, Biere, Kreis Schönebeck | Kollektiv der LPG Typ III „Bundschuh“, Biere, Kreis Schönebeck | für den Anteil bei der Anwendung des wissenschaftlich-technischen Fortschritts und der Entwicklung industriemäßiger Produktionsmethoden in der LPG Typ III „Bundschuh“, Biere, die zu einer wesentlichen Steigerung der Arbeitsproduktivität führten |           |
| 1964 ↑ | Diplomagronom Ernst Schuhmann | Vorsitzender der LPG | für den Anteil bei der Anwendung des wissenschaftlich-technischen Fortschritts und der Entwicklung industriemäßiger Produktionsmethoden in der LPG Typ III „Bundschuh“, Biere, die zu einer wesentlichen Steigerung der Arbeitsproduktivität führten |           |
| 1964 ↑ | Diplomagronom Horst Münch | Leiter der Viehwirtschaft | für den Anteil bei der Anwendung des wissenschaftlich-technischen Fortschritts und der Entwicklung industriemäßiger Produktionsmethoden in der LPG Typ III „Bundschuh“, Biere, die zu einer wesentlichen Steigerung der Arbeitsproduktivität führten |           |
| 1964 ↑ | Diplomlandwirt Ernst Freitag | Leiter der Feldwirtschaft | für den Anteil bei der Anwendung des wissenschaftlich-technischen Fortschritts und der Entwicklung industriemäßiger Produktionsmethoden in der LPG Typ III „Bundschuh“, Biere, die zu einer wesentlichen Steigerung der Arbeitsproduktivität führten |           |
| 1964 ↑ | Karl Sonnenschein | Traktorenbrigadier | für den Anteil bei der Anwendung des wissenschaftlich-technischen Fortschritts und der Entwicklung industriemäßiger Produktionsmethoden in der LPG Typ III „Bundschuh“, Biere, die zu einer wesentlichen Steigerung der Arbeitsproduktivität führten |           |
| 1964 ↑ | Kurt Meinicke | Hauptbuchhalter | für den Anteil bei der Anwendung des wissenschaftlich-technischen Fortschritts und der Entwicklung industriemäßiger Produktionsmethoden in der LPG Typ III „Bundschuh“, Biere, die zu einer wesentlichen Steigerung der Arbeitsproduktivität führten |           |
| 1964 ↑ | Elisabeth Dittberner | Vorsitzende der Spezialistengruppe Schweine | für den Anteil bei der Anwendung des wissenschaftlich-technischen Fortschritts und der Entwicklung industriemäßiger Produktionsmethoden in der LPG Typ III „Bundschuh“, Biere, die zu einer wesentlichen Steigerung der Arbeitsproduktivität führten |           |
| 1964 ↑ | Louis-Heinz Kettler | Pathologe, Professor an der HUB, Direktor des Instituts für Pathologie der Charité | für seine wissenschaftlichen Arbeiten, insbesondere auf dem Gebiet der Pathologie der Leber, und für seinen hervorragenden Anteil bei dem Ausbau des Pathologischen Instituts der Charité zu einer modernen Forschungs- und Ausbildungsstätte |           |
| 1964 ↑ | Heinz Dunken | Professor mit Lehrstuhl für Physikalische Chemie an der FSU Jena, Direktor des Instituts für Physikalische Chemie an der FSU                                                                                 | für seine wissenschaftlichen Arbeiten auf dem Gebiet der Thermodynamik, der Molekularphysik und der Schmierung, die von beträchtlichem volkswirtschaftlichem Nutzen für die chemische Industrie sind |           |
| 1964 ↑ | Willi Rinow | Direktor des Instituts für reine Mathematik der DAW zu Berlin, Direktor der Sektion Mathematik der EMAU Greifswald                                                                                           | für seine wissenschaftlichen Arbeiten auf dem Gebiet der Topologie, insbesondere für die Anwendung topologischer Methoden in der Differentialgeometrie, und seine erfolgreiche Tätigkeit als Hochschullehrer |           |
| 1964 ↑ | Ernst Engelberg | Direktor des Instituts für deutsche Geschichte der DAW, Professor mit Lehrstuhl für Geschichte des deutschen Volkes an der Philosophischen Fakultät der KMU Leipzig                                          | für seine wissenschaftlichen Arbeiten auf dem Gebiet der neueren deutschen Geschichte und der Geschichte der deutschen Arbeiterklasse |           |
| 1965 ↑ | Alfred Lange | Metallurge, Professor an der Berkakademie Freiberg, Direktor des Institutes für Metallhüttenkunde, Dekan der Fakultät für Hüttentechnik                                                                      | für seine Leistungen in Lehre und Forschung auf dem Gebiet der Nichteisenmetallurgie an der Bergakademie Freiberg |           |
| 1965 ↑ | Kollektiv Dr. Morgenstern/Obering. Kamprath des VEB Chemische Werke Buna | Kollektiv Dr. Morgenstern/Obering. Kamprath des VEB Chemische Werke Buna | für den Anteil bei der Entwicklung und Einführung eines im Weltmaßstab neuen Verfahrens zur Produktion von Butanol und Butyraldehyd in hoher Qualität und Ausbeute |           |
| 1965 ↑ | Gert Morgenstern | Schkopau | für den Anteil bei der Entwicklung und Einführung eines im Weltmaßstab neuen Verfahrens zur Produktion von Butanol und Butyraldehyd in hoher Qualität und Ausbeute |           |
| 1965 ↑ | Willy Kamprath | Halle | für den Anteil bei der Entwicklung und Einführung eines im Weltmaßstab neuen Verfahrens zur Produktion von Butanol und Butyraldehyd in hoher Qualität und Ausbeute |           |
| 1965 ↑ | Kollektiv „Einblasen von Braunkohlenstaub in Hochöfen“ | Kollektiv „Einblasen von Braunkohlenstaub in Hochöfen“ | für den Anteil bei der Erarbeitung der wissenschaftlichen Grundlagen eines Verfahrens zum Einblasen von Braunkohlenstaub als Zusatzbrennstoff in Hochöfen und bei dessen Einführung in die Produktion, wodurch insbesondere Importkoks eingespart wird |           |
| 1965 ↑ | Manfred Drodowsky | Eisenhüttenstadt | für den Anteil bei der Erarbeitung der wissenschaftlichen Grundlagen eines Verfahrens zum Einblasen von Braunkohlenstaub als Zusatzbrennstoff in Hochöfen und bei dessen Einführung in die Produktion, wodurch insbesondere Importkoks eingespart wird |           |
| 1965 ↑ | Jürgen Mangelsdorf | Freiberg | für den Anteil bei der Erarbeitung der wissenschaftlichen Grundlagen eines Verfahrens zum Einblasen von Braunkohlenstaub als Zusatzbrennstoff in Hochöfen und bei dessen Einführung in die Produktion, wodurch insbesondere Importkoks eingespart wird |           |
| 1965 ↑ | Kurt Schrempf | Eisenhüttenstadt | für den Anteil bei der Erarbeitung der wissenschaftlichen Grundlagen eines Verfahrens zum Einblasen von Braunkohlenstaub als Zusatzbrennstoff in Hochöfen und bei dessen Einführung in die Produktion, wodurch insbesondere Importkoks eingespart wird |           |
| 1965 ↑ | Heinz Redde | Eisenhüttenstadt | für den Anteil bei der Erarbeitung der wissenschaftlichen Grundlagen eines Verfahrens zum Einblasen von Braunkohlenstaub als Zusatzbrennstoff in Hochöfen und bei dessen Einführung in die Produktion, wodurch insbesondere Importkoks eingespart wird |           |
| 1965 ↑ | Helmut Kummich | Eisenhüttenstadt | für den Anteil bei der Erarbeitung der wissenschaftlichen Grundlagen eines Verfahrens zum Einblasen von Braunkohlenstaub als Zusatzbrennstoff in Hochöfen und bei dessen Einführung in die Produktion, wodurch insbesondere Importkoks eingespart wird |           |
| 1965 ↑ | Kollektiv „Entwicklung UB 80“ des VEB Schwermaschinenbau NOBAS Nordhausen | Kollektiv „Entwicklung UB 80“ des VEB Schwermaschinenbau NOBAS Nordhausen | für den Anteil bei der Entwicklung des Universalbaggers UB 80 und der Erarbeitung neuer technisch-wissenschaftlicher Erkenntnisse im Baggerbau |           |
| 1965 ↑ | Herbert Kirchner | Nordhausen | für den Anteil bei der Entwicklung des Universalbaggers UB 80 und der Erarbeitung neuer technisch-wissenschaftlicher Erkenntnisse im Baggerbau |           |
| 1965 ↑ | Fritz Ackermann | Nordhausen | für den Anteil bei der Entwicklung des Universalbaggers UB 80 und der Erarbeitung neuer technisch-wissenschaftlicher Erkenntnisse im Baggerbau |           |
| 1965 ↑ | Alfons Drobner | Nordhausen | für den Anteil bei der Entwicklung des Universalbaggers UB 80 und der Erarbeitung neuer technisch-wissenschaftlicher Erkenntnisse im Baggerbau |           |
| 1965 ↑ | Fritz Wagner | Nordhausen | für den Anteil bei der Entwicklung des Universalbaggers UB 80 und der Erarbeitung neuer technisch-wissenschaftlicher Erkenntnisse im Baggerbau |           |
| 1965 ↑ | Otto Alpert | Nordhausen | für den Anteil bei der Entwicklung des Universalbaggers UB 80 und der Erarbeitung neuer technisch-wissenschaftlicher Erkenntnisse im Baggerbau |           |
| 1965 ↑ | Hans Kliebisch | Sundhausen | für den Anteil bei der Entwicklung des Universalbaggers UB 80 und der Erarbeitung neuer technisch-wissenschaftlicher Erkenntnisse im Baggerbau |           |
| 1965 ↑ | Entwicklungskollektiv „50-Hz-Industrielok“ | Entwicklungskollektiv „50-Hz-Industrielok“ | für den Anteil an der Entwicklung einer 50-Hz-Industrielok, die trotz spezieller Aufgabenstellung gegenüber einer sonst üblichen Entwicklungszeit von 4 Jahren durch beispielhafte sozialistische Gemeinschaftsarbeit in nur einem Jahr konstruiert und gebaut wurde |           |
| 1965 ↑ | Horst Müller | Hennigsdorf | für den Anteil an der Entwicklung einer 50-Hz-Industrielok, die trotz spezieller Aufgabenstellung gegenüber einer sonst üblichen Entwicklungszeit von 4 Jahren durch beispielhafte sozialistische Gemeinschaftsarbeit in nur einem Jahr konstruiert und gebaut wurde |           |
| 1965 ↑ | Manfred Martin | Hennigsdorf | für den Anteil an der Entwicklung einer 50-Hz-Industrielok, die trotz spezieller Aufgabenstellung gegenüber einer sonst üblichen Entwicklungszeit von 4 Jahren durch beispielhafte sozialistische Gemeinschaftsarbeit in nur einem Jahr konstruiert und gebaut wurde |           |
| 1965 ↑ | Wilhelm Schwarz | Hennigsdorf | für den Anteil an der Entwicklung einer 50-Hz-Industrielok, die trotz spezieller Aufgabenstellung gegenüber einer sonst üblichen Entwicklungszeit von 4 Jahren durch beispielhafte sozialistische Gemeinschaftsarbeit in nur einem Jahr konstruiert und gebaut wurde |           |
| 1965 ↑ | Horst Recke | Hennigsdorf | für den Anteil an der Entwicklung einer 50-Hz-Industrielok, die trotz spezieller Aufgabenstellung gegenüber einer sonst üblichen Entwicklungszeit von 4 Jahren durch beispielhafte sozialistische Gemeinschaftsarbeit in nur einem Jahr konstruiert und gebaut wurde |           |
| 1965 ↑ | Heinz Bogott | Hennigsdorf | für den Anteil an der Entwicklung einer 50-Hz-Industrielok, die trotz spezieller Aufgabenstellung gegenüber einer sonst üblichen Entwicklungszeit von 4 Jahren durch beispielhafte sozialistische Gemeinschaftsarbeit in nur einem Jahr konstruiert und gebaut wurde |           |
| 1965 ↑ | Olaf Seener | Dresden | für den Anteil an der Entwicklung einer 50-Hz-Industrielok, die trotz spezieller Aufgabenstellung gegenüber einer sonst üblichen Entwicklungszeit von 4 Jahren durch beispielhafte sozialistische Gemeinschaftsarbeit in nur einem Jahr konstruiert und gebaut wurde |           |
| 1965 ↑ | Kollektiv „Meßgerätetechnik“ des VEB Carl Zeiss Jena | Kollektiv „Meßgerätetechnik“ des VEB Carl Zeiss Jena | für den Anteil an der Entwicklung von hochwertigen wissenschaftlichen Geräten, bei denen durch Anwendung neuer Erkenntnisse technisch vollkommene Lösungen, insbesondere auf den Gebieten der Spektralanalyse, der Längenmeßtechnik und der Geodäsie erreicht wurden |           |
| 1965 ↑ | Karl Pfeifer | | für den Anteil an der Entwicklung von hochwertigen wissenschaftlichen Geräten, bei denen durch Anwendung neuer Erkenntnisse technisch vollkommene Lösungen, insbesondere auf den Gebieten der Spektralanalyse, der Längenmeßtechnik und der Geodäsie erreicht wurden |           |
| 1965 ↑ | Harry Wendt | | für den Anteil an der Entwicklung von hochwertigen wissenschaftlichen Geräten, bei denen durch Anwendung neuer Erkenntnisse technisch vollkommene Lösungen, insbesondere auf den Gebieten der Spektralanalyse, der Längenmeßtechnik und der Geodäsie erreicht wurden |           |
| 1965 ↑ | Peter Fuchs | | für den Anteil an der Entwicklung von hochwertigen wissenschaftlichen Geräten, bei denen durch Anwendung neuer Erkenntnisse technisch vollkommene Lösungen, insbesondere auf den Gebieten der Spektralanalyse, der Längenmeßtechnik und der Geodäsie erreicht wurden |           |
| 1965 ↑ | Karl-Heinz Liebs | | für den Anteil an der Entwicklung von hochwertigen wissenschaftlichen Geräten, bei denen durch Anwendung neuer Erkenntnisse technisch vollkommene Lösungen, insbesondere auf den Gebieten der Spektralanalyse, der Längenmeßtechnik und der Geodäsie erreicht wurden |           |
| 1965 ↑ | Joachim Köhler | | für den Anteil an der Entwicklung von hochwertigen wissenschaftlichen Geräten, bei denen durch Anwendung neuer Erkenntnisse technisch vollkommene Lösungen, insbesondere auf den Gebieten der Spektralanalyse, der Längenmeßtechnik und der Geodäsie erreicht wurden |           |
| 1965 ↑ | Rudolf Baumann, Berlin-Buch | für seine Arbeiten bei der Erforschung und Klärung kortikoviszeraler Beziehungen und Zusammenhänge und deren Begründung für Maßnahmen des Gesundheitsschutzes                                                | |           |
| 1965 ↑ | Kollektiv der Kooperationsgemeinschaft der LPG „Karl Marx“ Görzig, „Vereinte Kraft“ Osternienburg und „8. Mai“ Gröbzig                                                               | Kollektiv der Kooperationsgemeinschaft der LPG „Karl Marx“ Görzig, „Vereinte Kraft“ Osternienburg und „8. Mai“ Gröbzig                                                                                       | für den Anteil bei der Erarbeitung einer wissenschaftlich begründeten sozialistischen Betriebsökonomik und beim schrittweisen Übergang zu industriemäßigen Produktionsmethoden durch Kooperationsbeziehungen |           |
| 1965 ↑ | Fritz Woit | Görzig | für den Anteil bei der Erarbeitung einer wissenschaftlich begründeten sozialistischen Betriebsökonomik und beim schrittweisen Übergang zu industriemäßigen Produktionsmethoden durch Kooperationsbeziehungen |           |
| 1965 ↑ | Rudolf Reiche | Görzig | für den Anteil bei der Erarbeitung einer wissenschaftlich begründeten sozialistischen Betriebsökonomik und beim schrittweisen Übergang zu industriemäßigen Produktionsmethoden durch Kooperationsbeziehungen |           |
| 1965 ↑ | Karl Hengstmann | Gröbzig | für den Anteil bei der Erarbeitung einer wissenschaftlich begründeten sozialistischen Betriebsökonomik und beim schrittweisen Übergang zu industriemäßigen Produktionsmethoden durch Kooperationsbeziehungen |           |
| 1965 ↑ | Berta Mayer | Gröbzig | für den Anteil bei der Erarbeitung einer wissenschaftlich begründeten sozialistischen Betriebsökonomik und beim schrittweisen Übergang zu industriemäßigen Produktionsmethoden durch Kooperationsbeziehungen |           |
| 1965 ↑ | Arnold Rommel | Osternienburg | für den Anteil bei der Erarbeitung einer wissenschaftlich begründeten sozialistischen Betriebsökonomik und beim schrittweisen Übergang zu industriemäßigen Produktionsmethoden durch Kooperationsbeziehungen |           |
| 1965 ↑ | Elsbeth Wandrey | Osternienburg | für den Anteil bei der Erarbeitung einer wissenschaftlich begründeten sozialistischen Betriebsökonomik und beim schrittweisen Übergang zu industriemäßigen Produktionsmethoden durch Kooperationsbeziehungen |           |
| 1965 ↑ | Gerhard Mohnike | Karlsburg | für seine Verdienste bei der Erforschung der Zuckerkrankheit, insbesondere der Früherkennung, Behandlung und Vermeidung von Spätschäden sowie für seinen Beitrag zur Entwicklung von Antidiabatika in der DDR |           |
| 1965 ↑ | Kollektiv Prof. Dr. Dörner/Dr.-Ing. Schäfer | Kollektiv Prof. Dr. Dörner/Dr.-Ing. Schäfer | für den Anteil an den wissenschaftlichen Arbeiten zur Entwicklung einer Reihe von Hormonpräparaten, deren Qualität den internationalen Höchststand repräsentiert |           |
| 1965 ↑ | Günter Dörner | Berlin | für den Anteil an den wissenschaftlichen Arbeiten zur Entwicklung einer Reihe von Hormonpräparaten, deren Qualität den internationalen Höchststand repräsentiert |           |
| 1965 ↑ | Gerhardt Schäfer | Radebeul | für den Anteil an den wissenschaftlichen Arbeiten zur Entwicklung einer Reihe von Hormonpräparaten, deren Qualität den internationalen Höchststand repräsentiert |           |
| 1965 ↑ | Herbert Beckert | Leipzig | für seine Arbeiten auf den Gebieten partielle Differentialgleichungen und Variationsrechnung, insbesondere für die mathematische Lösung technischer Probleme der Strömungslehre |           |
| 1965 ↑ | Otto Reinhold | Berlin | für seine wissenschaftlichen Leistungen auf dem Gebiet der Politischen Ökonomie, insbesondere für seine führende Mitarbeit bei der Erforschung des heutigen staatsmonopolistischen Herrschaftssystems in Westdeutschland |           |
| 1966 ↑ | Hans-Joachim Hoppe | Sondershausen | für seine wissenschaftlichen Arbeiten auf dem Gebiet der Kaliverarbeitung, insbesondere auf dem Gebiet der Nutzung der Kaliendlaugen, sowie für seine schöpferische Tätigkeit bei der Organisation von Forschungsarbeiten |           |
| 1966 ↑ | Günther Wollner | Prof. Dr.-Ing. Wiss. OA an der TU Dresden | für die Entwicklung eines Präzisionsbildtelegrafen zur elektronischen Übertragung ganzer Zeitungsseiten, durch den die Aktualität unserer sozialistischen Presse bedeutend erhöht wird |           |
| 1966 ↑ | die sozialistische Arbeitsgemeinschaft „Gegossene Schmiedegesenke Und Schnittwerkzeuge“                                                                                              | die sozialistische Arbeitsgemeinschaft „Gegossene Schmiedegesenke Und Schnittwerkzeuge“ | für Ihren Anteil bei der Entwicklung des Verfahrens und der Schaffung der Voraussetzungen zur industriellen Fertigung und Anwendung von gegossenen Schmiedegesenken, Schnittwerkzeugen und speziellen Formteilen aus legiertem Stahl |           |
| 1966 ↑ | Hermann Feuerelsen | Karl-Marx-Stadt | für Ihren Anteil bei der Entwicklung des Verfahrens und der Schaffung der Voraussetzungen zur industriellen Fertigung und Anwendung von gegossenen Schmiedegesenken, Schnittwerkzeugen und speziellen Formteilen aus legiertem Stahl |           |
| 1966 ↑ | Ludwig Kolb | Leipzig | für Ihren Anteil bei der Entwicklung des Verfahrens und der Schaffung der Voraussetzungen zur industriellen Fertigung und Anwendung von gegossenen Schmiedegesenken, Schnittwerkzeugen und speziellen Formteilen aus legiertem Stahl |           |
| 1966 ↑ | Hermann Sprenger | Jessen | für Ihren Anteil bei der Entwicklung des Verfahrens und der Schaffung der Voraussetzungen zur industriellen Fertigung und Anwendung von gegossenen Schmiedegesenken, Schnittwerkzeugen und speziellen Formteilen aus legiertem Stahl |           |
| 1966 ↑ | Fritz Neuberger | Zwickau | für Ihren Anteil bei der Entwicklung des Verfahrens und der Schaffung der Voraussetzungen zur industriellen Fertigung und Anwendung von gegossenen Schmiedegesenken, Schnittwerkzeugen und speziellen Formteilen aus legiertem Stahl |           |
| 1966 ↑ | Manfred Heide | Eisenach | für Ihren Anteil bei der Entwicklung des Verfahrens und der Schaffung der Voraussetzungen zur industriellen Fertigung und Anwendung von gegossenen Schmiedegesenken, Schnittwerkzeugen und speziellen Formteilen aus legiertem Stahl |           |
| 1966 ↑ | Peter Kuzmowicz | Zwickau | für Ihren Anteil bei der Entwicklung des Verfahrens und der Schaffung der Voraussetzungen zur industriellen Fertigung und Anwendung von gegossenen Schmiedegesenken, Schnittwerkzeugen und speziellen Formteilen aus legiertem Stahl |           |
| 1966 ↑ | Kollektiv „Entwicklung von Verstellpropelleranlagen“ | Kollektiv „Entwicklung von Verstellpropelleranlagen“ | für Ihren Anteil bei der Entwicklung einer Typenreihe von patentreinen Verstellpropelleranlagen, die in wichtigen Leistungskennziffern den Weltstand bestimmen |           |
| 1966 ↑ | Günter Bossow | Rostock | für Ihren Anteil bei der Entwicklung einer Typenreihe von patentreinen Verstellpropelleranlagen, die in wichtigen Leistungskennziffern den Weltstand bestimmen |           |
| 1966 ↑ | Harry Scharnowski | Rostock | für Ihren Anteil bei der Entwicklung einer Typenreihe von patentreinen Verstellpropelleranlagen, die in wichtigen Leistungskennziffern den Weltstand bestimmen |           |
| 1966 ↑ | Lothar Fretwurst | Rostock | für Ihren Anteil bei der Entwicklung einer Typenreihe von patentreinen Verstellpropelleranlagen, die in wichtigen Leistungskennziffern den Weltstand bestimmen |           |
| 1966 ↑ | Fritz Dettmann | beide Stralsund | für Ihren Anteil bei der Entwicklung einer Typenreihe von patentreinen Verstellpropelleranlagen, die in wichtigen Leistungskennziffern den Weltstand bestimmen |           |
| 1966 ↑ | Helmut Vogel | beide Stralsund | für Ihren Anteil bei der Entwicklung einer Typenreihe von patentreinen Verstellpropelleranlagen, die in wichtigen Leistungskennziffern den Weltstand bestimmen |           |
| 1966 ↑ | Kollektiv „Entwicklung von Aluminium-Leiter-Kabel“ des VEB Kabelwerk Oberspree Berlin                                                                                                | Kollektiv „Entwicklung von Aluminium-Leiter-Kabel“ des VEB Kabelwerk Oberspree Berlin | für ihren Anteil an der Entwicklung qualitativ hochwertiger Starkstromkabel mit Aluminium-Leiter und der Schaffung wissenschaftlich-technischer Grundlagen und moderner Technologien für die Verwendung von Aluminium in der Kabelindustrie |           |
| 1966 ↑ | Georg Pohler | | für ihren Anteil an der Entwicklung qualitativ hochwertiger Starkstromkabel mit Aluminium-Leiter und der Schaffung wissenschaftlich-technischer Grundlagen und moderner Technologien für die Verwendung von Aluminium in der Kabelindustrie |           |
| 1966 ↑ | Erich Dörfel | | für ihren Anteil an der Entwicklung qualitativ hochwertiger Starkstromkabel mit Aluminium-Leiter und der Schaffung wissenschaftlich-technischer Grundlagen und moderner Technologien für die Verwendung von Aluminium in der Kabelindustrie |           |
| 1966 ↑ | Walter Hube | | für ihren Anteil an der Entwicklung qualitativ hochwertiger Starkstromkabel mit Aluminium-Leiter und der Schaffung wissenschaftlich-technischer Grundlagen und moderner Technologien für die Verwendung von Aluminium in der Kabelindustrie |           |
| 1966 ↑ | Erwin Dolch | | für ihren Anteil an der Entwicklung qualitativ hochwertiger Starkstromkabel mit Aluminium-Leiter und der Schaffung wissenschaftlich-technischer Grundlagen und moderner Technologien für die Verwendung von Aluminium in der Kabelindustrie |           |
| 1966 ↑ | Willi Bernhardt | | für ihren Anteil an der Entwicklung qualitativ hochwertiger Starkstromkabel mit Aluminium-Leiter und der Schaffung wissenschaftlich-technischer Grundlagen und moderner Technologien für die Verwendung von Aluminium in der Kabelindustrie |           |
| 1966 ↑ | Paul Klee | | für ihren Anteil an der Entwicklung qualitativ hochwertiger Starkstromkabel mit Aluminium-Leiter und der Schaffung wissenschaftlich-technischer Grundlagen und moderner Technologien für die Verwendung von Aluminium in der Kabelindustrie |           |
| 1966 ↑ | Ernst Reinmuth | Rostock | für seine Leistungen in Forschung und Lehre auf den Gebieten der Phytopathologie und des Pflanzenschutzes, besonders in der Nematodenforschung sowie der Boden- und Pflanzenhygiene |           |
| 1966 ↑ | Heinrich Dathe | Berlin | für seine vielseitigen wissenschaftlichen Leistungen auf den Gebieten der Ornithologie und der Säugetierbiologie |           |
| 1966 ↑ | Kollektiv des „Kooperationsbereiches Berlstedt, Kreis Weimar, der sozialistischen Landwirtschaft“                                                                                    | Kollektiv des „Kooperationsbereiches Berlstedt, Kreis Weimar, der sozialistischen Landwirtschaft“ | für ihren Anteil an der beispielhaften Entwicklung der Kooperationsgemeinschaft Berlstedt, Hottelstedt, Stedten und Vippachedelhausen und für die Ausarbeitung von Grundsätzen zur Weiterentwicklung von Kooperationsbeziehungen |           |
| 1966 ↑ | Karl Thoma | Berlstedt | für ihren Anteil an der beispielhaften Entwicklung der Kooperationsgemeinschaft Berlstedt, Hottelstedt, Stedten und Vippachedelhausen und für die Ausarbeitung von Grundsätzen zur Weiterentwicklung von Kooperationsbeziehungen |           |
| 1966 ↑ | Wilfried Reißner | Berlstedt | für ihren Anteil an der beispielhaften Entwicklung der Kooperationsgemeinschaft Berlstedt, Hottelstedt, Stedten und Vippachedelhausen und für die Ausarbeitung von Grundsätzen zur Weiterentwicklung von Kooperationsbeziehungen |           |
| 1966 ↑ | Berta Krejsta | Berlstedt | für ihren Anteil an der beispielhaften Entwicklung der Kooperationsgemeinschaft Berlstedt, Hottelstedt, Stedten und Vippachedelhausen und für die Ausarbeitung von Grundsätzen zur Weiterentwicklung von Kooperationsbeziehungen |           |
| 1966 ↑ | Wolfgang Hahn | Weimar | für ihren Anteil an der beispielhaften Entwicklung der Kooperationsgemeinschaft Berlstedt, Hottelstedt, Stedten und Vippachedelhausen und für die Ausarbeitung von Grundsätzen zur Weiterentwicklung von Kooperationsbeziehungen |           |
| 1966 ↑ | Gerhard Eckardt | Vippachedelhausen | für ihren Anteil an der beispielhaften Entwicklung der Kooperationsgemeinschaft Berlstedt, Hottelstedt, Stedten und Vippachedelhausen und für die Ausarbeitung von Grundsätzen zur Weiterentwicklung von Kooperationsbeziehungen |           |
| 1966 ↑ | Eva Knobloch | Hottelstedt | für ihren Anteil an der beispielhaften Entwicklung der Kooperationsgemeinschaft Berlstedt, Hottelstedt, Stedten und Vippachedelhausen und für die Ausarbeitung von Grundsätzen zur Weiterentwicklung von Kooperationsbeziehungen |           |
| 1966 ↑ | Kollektiv des „Forschungskomplexes Schweinezucht des Instituts für Tierzuchtforschung Dummerstorf“ der Deutschen Akademie der Landwirtschaftswissenschaften zu Berlin                | Kollektiv des „Forschungskomplexes Schweinezucht des Instituts für Tierzuchtforschung Dummerstorf“ der Deutschen Akademie der Landwirtschaftswissenschaften zu Berlin                                        | für ihren Anteil an den wissenschaftlichen Leistungen auf dem Gebiet der Schweineproduktion, insbesondere bei der Erarbeitung und Einführung des Linienzuchtprogrammes sowie industriemäßiger Verfahren |           |
| 1966 ↑ | Hans-Rüdiger Schumm | | für ihren Anteil an den wissenschaftlichen Leistungen auf dem Gebiet der Schweineproduktion, insbesondere bei der Erarbeitung und Einführung des Linienzuchtprogrammes sowie industriemäßiger Verfahren |           |
| 1966 ↑ | Ewald Otto | | für ihren Anteil an den wissenschaftlichen Leistungen auf dem Gebiet der Schweineproduktion, insbesondere bei der Erarbeitung und Einführung des Linienzuchtprogrammes sowie industriemäßiger Verfahren |           |
| 1966 ↑ | Heinz Schremmer | | für ihren Anteil an den wissenschaftlichen Leistungen auf dem Gebiet der Schweineproduktion, insbesondere bei der Erarbeitung und Einführung des Linienzuchtprogrammes sowie industriemäßiger Verfahren |           |
| 1966 ↑ | Ott-Heinrich Keller | Halle | für seine wissenschaftlichen Arbeiten über Cremona-Transformationen und über die Geometrie der Zahlen |           |
| 1966 ↑ | Kollektiv „Kleine Enzyklopädie Mathematik“ | Kollektiv „Kleine Enzyklopädie Mathematik“ | für ihren Anteil an der Entwicklung der „Kleinen Enzyklopädie Mathematik“ zu einem nach modernen methodischen Gesichtspunkten aufgebauten Wissensspeicher, der durch seine beispielhafte Darstellung mathematischer Kenntnisse ein auch international hoch anerkanntes Werk geworden ist |           |
| 1966 ↑ | Hans Reichardt | Berlin | für ihren Anteil an der Entwicklung der „Kleinen Enzyklopädie Mathematik“ zu einem nach modernen methodischen Gesichtspunkten aufgebauten Wissensspeicher, der durch seine beispielhafte Darstellung mathematischer Kenntnisse ein auch international hoch anerkanntes Werk geworden ist |           |
| 1966 ↑ | Walter Gellert | Leipzig | für ihren Anteil an der Entwicklung der „Kleinen Enzyklopädie Mathematik“ zu einem nach modernen methodischen Gesichtspunkten aufgebauten Wissensspeicher, der durch seine beispielhafte Darstellung mathematischer Kenntnisse ein auch international hoch anerkanntes Werk geworden ist |           |
| 1966 ↑ | Herbert Küstner | Leipzig | für ihren Anteil an der Entwicklung der „Kleinen Enzyklopädie Mathematik“ zu einem nach modernen methodischen Gesichtspunkten aufgebauten Wissensspeicher, der durch seine beispielhafte Darstellung mathematischer Kenntnisse ein auch international hoch anerkanntes Werk geworden ist |           |
| 1966 ↑ | Herbert Kästner | Leipzig | für ihren Anteil an der Entwicklung der „Kleinen Enzyklopädie Mathematik“ zu einem nach modernen methodischen Gesichtspunkten aufgebauten Wissensspeicher, der durch seine beispielhafte Darstellung mathematischer Kenntnisse ein auch international hoch anerkanntes Werk geworden ist |           |
| 1966 ↑ | Manfred Hellwich | Leipzig | für ihren Anteil an der Entwicklung der „Kleinen Enzyklopädie Mathematik“ zu einem nach modernen methodischen Gesichtspunkten aufgebauten Wissensspeicher, der durch seine beispielhafte Darstellung mathematischer Kenntnisse ein auch international hoch anerkanntes Werk geworden ist |           |
| 1966 ↑ | Fritz Markwardt | Erfurt | für seine wissenschaftlichen Arbeiten auf dem Gebiet der Physiologie und Pharmakologie der Gerinnungsvorgänge und Fibrinolyse, die zur Entwicklung und Produktion von neuen, hochwirksamen Arzneimitteln führten |           |
| 1966 ↑ | Ernst Werner | Leipzig | für seine Forschungen auf dem Gebiet der marxistischen Mediävistik und seinen Anteil an der modernen Ausbildung an den Universitäten auf dem Gebiet vorkapitalistischer Gesellschaftsformationen |           |
| 1966 ↑ | Wissenschaftlerkollektiv | Wissenschaftlerkollektiv | für ihren Anteil an den wissenschaftlichen Leistungen bei der schöpferischen Erarbeitung und Anwendung von Forschungsergebnissen auf den Gebieten der Planung, Leitung und Effektivität der Volkswirtschaft zur Entwicklung der sozialistischen Ökonomik |           |
| 1966 ↑ | Wolfgang Berger | | für ihren Anteil an den wissenschaftlichen Leistungen bei der schöpferischen Erarbeitung und Anwendung von Forschungsergebnissen auf den Gebieten der Planung, Leitung und Effektivität der Volkswirtschaft zur Entwicklung der sozialistischen Ökonomik |           |
| 1966 ↑ | Helmut Koziolek | | für ihren Anteil an den wissenschaftlichen Leistungen bei der schöpferischen Erarbeitung und Anwendung von Forschungsergebnissen auf den Gebieten der Planung, Leitung und Effektivität der Volkswirtschaft zur Entwicklung der sozialistischen Ökonomik |           |
| 1966 ↑ | Herbert Wolf | | für ihren Anteil an den wissenschaftlichen Leistungen bei der schöpferischen Erarbeitung und Anwendung von Forschungsergebnissen auf den Gebieten der Planung, Leitung und Effektivität der Volkswirtschaft zur Entwicklung der sozialistischen Ökonomik |           |
| 1967 ↑ | Kollektiv „Röntgen-Fluoreszenz-Meßfühler“ | Kollektiv „Röntgen-Fluoreszenz-Meßfühler“ | für seinen Anteil bei der Schaffung des wissenschaftlich-technischen Vorlaufs zur Anwendung der Röntgen-Fluoreszenzspektroskopie in der automatischen Prozeßkontrolle |           |
| 1967 ↑ | Gustav Schulze | Dresden | für seinen Anteil bei der Schaffung des wissenschaftlich-technischen Vorlaufs zur Anwendung der Röntgen-Fluoreszenzspektroskopie in der automatischen Prozeßkontrolle |           |
| 1967 ↑ | Karlheinz Kleinstück | Dresden | für seinen Anteil bei der Schaffung des wissenschaftlich-technischen Vorlaufs zur Anwendung der Röntgen-Fluoreszenzspektroskopie in der automatischen Prozeßkontrolle |           |
| 1967 ↑ | Gerd Försterling | Dresden | für seinen Anteil bei der Schaffung des wissenschaftlich-technischen Vorlaufs zur Anwendung der Röntgen-Fluoreszenzspektroskopie in der automatischen Prozeßkontrolle |           |
| 1967 ↑ | Rudolf Gnauck | Eisleben | für seinen Anteil bei der Schaffung des wissenschaftlich-technischen Vorlaufs zur Anwendung der Röntgen-Fluoreszenzspektroskopie in der automatischen Prozeßkontrolle |           |
| 1967 ↑ | Kollektiv der Kooperationsgemeinschaft „Orlatal“, Bezirk Gera | Kollektiv der Kooperationsgemeinschaft „Orlatal“, Bezirk Gera | für seinen Anteil an der beispielhaften ökonomischen und gesellschaftlichen Entwicklung in der Kooperationsgemeinschaft Orlatal unter den Bedingungen der Vorgebirgslagen |           |
| 1967 ↑ | Rolf Munzert | | für seinen Anteil an der beispielhaften ökonomischen und gesellschaftlichen Entwicklung in der Kooperationsgemeinschaft Orlatal unter den Bedingungen der Vorgebirgslagen |           |
| 1967 ↑ | Anneliese Tschichholz | | für seinen Anteil an der beispielhaften ökonomischen und gesellschaftlichen Entwicklung in der Kooperationsgemeinschaft Orlatal unter den Bedingungen der Vorgebirgslagen |           |
| 1967 ↑ | Erhard Bauer | | für seinen Anteil an der beispielhaften ökonomischen und gesellschaftlichen Entwicklung in der Kooperationsgemeinschaft Orlatal unter den Bedingungen der Vorgebirgslagen |           |
| 1967 ↑ | Waltraud Kittelmann | | für seinen Anteil an der beispielhaften ökonomischen und gesellschaftlichen Entwicklung in der Kooperationsgemeinschaft Orlatal unter den Bedingungen der Vorgebirgslagen |           |
| 1967 ↑ | Manfred Steiner | | für seinen Anteil an der beispielhaften ökonomischen und gesellschaftlichen Entwicklung in der Kooperationsgemeinschaft Orlatal unter den Bedingungen der Vorgebirgslagen |           |
| 1967 ↑ | Hans Drischel | Leipzig | für seine richtungsweisenden Arbeiten auf dem Gebiet der Kybernetik und ihrer Anwendung in der Biologie und Medizin |           |
| 1967 ↑ | Karl Lanius | Zeuthen | für seine Forschungsergebnisse auf dem Gebiet der Elementarteilchen-Physik, insbesondere seinen Anteil an der Entdeckung mehrerer neuer Elementarteilchen |           |
| 1967 ↑ | Robert Lauterbach | Leipzig | für seine volkswirtschaftlich bedeutenden, die Geologie und Geophysik verbindenden Arbeiten auf dem Gebiet der Mikromagnetik und der Gammaspektrometrie |           |
| 1967 ↑ | Georg Müller | Leipzig | für seine grundlegenden Forschungsergebnisse in der Bodenbiologie |           |
| 1967 ↑ | Klaus Schreiber | Gatersleben | seine international anerkannten Arbeiten auf dem Gebiet der Naturstoffchemie als Grundlage für die pharmazeutische Industrie |           |
| 1968 ↑ | Kollektiv „Querwalzmaschine“ des Zentralinstituts für Fertigungstechnik des Maschinenbaus Karl-Marx-Stadt und des VEB Rationalisierung EBM Karl-Marx-Stadt, Entwicklungsstelle Gotha | Kollektiv „Querwalzmaschine“ des Zentralinstituts für Fertigungstechnik des Maschinenbaus Karl-Marx-Stadt und des VEB Rationalisierung EBM Karl-Marx-Stadt, Entwicklungsstelle Gotha                         | für seinen Anteil an der kurzfristigen Entwicklung des hochproduktiven und materialsparenden Querwalzverfahrens mit keilförmigen Werkzeugen und der dazugehörigen Querwälzmaschine UWQ 40X400 zum Umformen in der Teilefertigung der metallverarbeitenden Industrie |           |
| 1968 ↑ | Erich Päßler (Direktor) | Maschinenbau Karl-Marx-Stadt | für seinen Anteil an der kurzfristigen Entwicklung des hochproduktiven und materialsparenden Querwalzverfahrens mit keilförmigen Werkzeugen und der dazugehörigen Querwälzmaschine UWQ 40X400 zum Umformen in der Teilefertigung der metallverarbeitenden Industrie |           |
| 1968 ↑ | Rolf Renatus (Bereichsleiter) | Maschinenbau Karl-Marx-Stadt | für seinen Anteil an der kurzfristigen Entwicklung des hochproduktiven und materialsparenden Querwalzverfahrens mit keilförmigen Werkzeugen und der dazugehörigen Querwälzmaschine UWQ 40X400 zum Umformen in der Teilefertigung der metallverarbeitenden Industrie |           |
| 1968 ↑ | Fritz Neuberger (Abteilungsleiter) | Maschinenbau Karl-Marx-Stadt | für seinen Anteil an der kurzfristigen Entwicklung des hochproduktiven und materialsparenden Querwalzverfahrens mit keilförmigen Werkzeugen und der dazugehörigen Querwälzmaschine UWQ 40X400 zum Umformen in der Teilefertigung der metallverarbeitenden Industrie |           |
| 1968 ↑ | Lothar Möckel (Gruppenleiter) | Maschinenbau Karl-Marx-Stadt | für seinen Anteil an der kurzfristigen Entwicklung des hochproduktiven und materialsparenden Querwalzverfahrens mit keilförmigen Werkzeugen und der dazugehörigen Querwälzmaschine UWQ 40X400 zum Umformen in der Teilefertigung der metallverarbeitenden Industrie |           |
| 1968 ↑ | Karlheinz Wenke (Entwicklungsingenieur) | VEB Rationalisierung EBM Karl-Marx-Stadt, Entwicklungsstelle Gotha | für seinen Anteil an der kurzfristigen Entwicklung des hochproduktiven und materialsparenden Querwalzverfahrens mit keilförmigen Werkzeugen und der dazugehörigen Querwälzmaschine UWQ 40X400 zum Umformen in der Teilefertigung der metallverarbeitenden Industrie |           |
| 1968 ↑ | Kurt Köhler (Entwicklungsingenieur) | VEB Rationalisierung EBM Karl-Marx-Stadt, Entwicklungsstelle Gotha | für seinen Anteil an der kurzfristigen Entwicklung des hochproduktiven und materialsparenden Querwalzverfahrens mit keilförmigen Werkzeugen und der dazugehörigen Querwälzmaschine UWQ 40X400 zum Umformen in der Teilefertigung der metallverarbeitenden Industrie |           |
| 1968 ↑ | Kollektiv „Mathematische Modellierung zur Optimierung der prognostischen Entwicklung der Energiewirtschaft der DDR“                                                                  | Kollektiv „Mathematische Modellierung zur Optimierung der prognostischen Entwicklung der Energiewirtschaft der DDR“                                                                                          | für seinen Anteil an den grundlegenden Arbeiten zur ökonomischen Modellierung energiewirtschaftlicher Prozesse, insbesondere zur Entwicklung eines Optimierungsmodells für die Primarenergiestruktur der DDR |           |
| 1968 ↑ | Hans-Joachim Hildebrand | Prof. mit Lehrstuhl und Dekan der Fakultät für Ingenieurökonomie an der Technischen Universität Dresden | für seinen Anteil an den grundlegenden Arbeiten zur ökonomischen Modellierung energiewirtschaftlicher Prozesse, insbesondere zur Entwicklung eines Optimierungsmodells für die Primarenergiestruktur der DDR |           |
| 1968 ↑ | Peter Hedrich | Leiter der Hauptabteilung Gesamtprognose beim Institut für Energetik Leipzig | für seinen Anteil an den grundlegenden Arbeiten zur ökonomischen Modellierung energiewirtschaftlicher Prozesse, insbesondere zur Entwicklung eines Optimierungsmodells für die Primarenergiestruktur der DDR |           |
| 1968 ↑ | Entwicklungskollektiv „Mikroval-Mikroskope“ des VEB Carl Zeiss Jena | Entwicklungskollektiv „Mikroval-Mikroskope“ des VEB Carl Zeiss Jena | für seinen Anteil bei der Entwicklung einer hochstandardisierten neuen Mikroskop-Typenreihe nach dem Baukastenprinzip |           |
| 1968 ↑ | Werner Sebastian | Abschnittsleiter | für seinen Anteil bei der Entwicklung einer hochstandardisierten neuen Mikroskop-Typenreihe nach dem Baukastenprinzip |           |
| 1968 ↑ | Friedrich Schüller | Konstruktionsgruppenleiter | für seinen Anteil bei der Entwicklung einer hochstandardisierten neuen Mikroskop-Typenreihe nach dem Baukastenprinzip |           |
| 1968 ↑ | Heinz Bernhardt | Abteilungsleiter | für seinen Anteil bei der Entwicklung einer hochstandardisierten neuen Mikroskop-Typenreihe nach dem Baukastenprinzip |           |
| 1968 ↑ | Horst Riesenberg | Wiss. Mitarbeiter | für seinen Anteil bei der Entwicklung einer hochstandardisierten neuen Mikroskop-Typenreihe nach dem Baukastenprinzip |           |
| 1968 ↑ | Joachim Bergner | Laboringenieur | für seinen Anteil bei der Entwicklung einer hochstandardisierten neuen Mikroskop-Typenreihe nach dem Baukastenprinzip |           |
| 1968 ↑ | Helga Demmler | Konstrukteur | für seinen Anteil bei der Entwicklung einer hochstandardisierten neuen Mikroskop-Typenreihe nach dem Baukastenprinzip |           |
| 1968 ↑ | Kollektiv „HP-Schalen“ | Kollektiv „HP-Schalen“ | für seinen Anteil an den beispielgebenden Leistungen bei der Entwicklung und Produktion von industriell vorgefertigten hyperbolischen Betonfertigteilschalen |           |
| 1968 ↑ | Herbert Müller | Abteilungsleiter im VEB Ingenieurbüro der Bezirksbaudirektion Halle | für seinen Anteil an den beispielgebenden Leistungen bei der Entwicklung und Produktion von industriell vorgefertigten hyperbolischen Betonfertigteilschalen |           |
| 1968 ↑ | Karl Dellas | Gruppenleiter im VEB Betonkombinat Halle | für seinen Anteil an den beispielgebenden Leistungen bei der Entwicklung und Produktion von industriell vorgefertigten hyperbolischen Betonfertigteilschalen |           |
| 1968 ↑ | Kollektiv der Kooperationsgemeinschaft Cobbelsdorf / Köselitz / Senst, Kreis Roßlau, Bezirk Halle                                                                                    | Kollektiv der Kooperationsgemeinschaft Cobbelsdorf / Köselitz / Senst, Kreis Roßlau, Bezirk Halle | für seinen Anteil an der kontinuierlichen Ertragssteigerung und Kostensenkung der Kooperationsgemeinschaft durch Einführung wissenschaftlicher Ergebnisse zur Intensivierung der Produktion und Weiterentwicklung der sozialistischen Demokratie |           |
| 1968 ↑ | Siegfried Siegert | Vorsitzender der LPG Cobbelsdorf/Köselitz | für seinen Anteil an der kontinuierlichen Ertragssteigerung und Kostensenkung der Kooperationsgemeinschaft durch Einführung wissenschaftlicher Ergebnisse zur Intensivierung der Produktion und Weiterentwicklung der sozialistischen Demokratie |           |
| 1968 ↑ | Elfriede Mahlo | Viehpflegerin in der LPG Köselitz | für seinen Anteil an der kontinuierlichen Ertragssteigerung und Kostensenkung der Kooperationsgemeinschaft durch Einführung wissenschaftlicher Ergebnisse zur Intensivierung der Produktion und Weiterentwicklung der sozialistischen Demokratie |           |
| 1968 ↑ | Josef Ihring | Vorsitzender des Kooperationsrates und Vorsitzender der LPG Senst | für seinen Anteil an der kontinuierlichen Ertragssteigerung und Kostensenkung der Kooperationsgemeinschaft durch Einführung wissenschaftlicher Ergebnisse zur Intensivierung der Produktion und Weiterentwicklung der sozialistischen Demokratie |           |
| 1968 ↑ | Lina Giersch | Viehpflegerin in der LPG Cobbelsdorf | für seinen Anteil an der kontinuierlichen Ertragssteigerung und Kostensenkung der Kooperationsgemeinschaft durch Einführung wissenschaftlicher Ergebnisse zur Intensivierung der Produktion und Weiterentwicklung der sozialistischen Demokratie |           |
| 1968 ↑ | Arno Gerlach | Hauptbuchhalter in der LPG Cobbelsdorf | für seinen Anteil an der kontinuierlichen Ertragssteigerung und Kostensenkung der Kooperationsgemeinschaft durch Einführung wissenschaftlicher Ergebnisse zur Intensivierung der Produktion und Weiterentwicklung der sozialistischen Demokratie |           |
| 1968 ↑ | Helmut Struck | Sekretär der Grundorganisation der SED der LPG Köselitz | für seinen Anteil an der kontinuierlichen Ertragssteigerung und Kostensenkung der Kooperationsgemeinschaft durch Einführung wissenschaftlicher Ergebnisse zur Intensivierung der Produktion und Weiterentwicklung der sozialistischen Demokratie |           |
| 1968 ↑ | Kollektiv des Museums für Deutsche Geschichte Berlin | Kollektiv des Museums für Deutsche Geschichte Berlin | für seinen Anteil bei der wissenschaftlichen Ausarbeitung, musealen Gestaltung und politisch massenwirksamen Vermittlung der Geschichte des deutschen Volkes, insbesondere des Kampfes der deutschen Arbeiter-Masse und ihrer revolutionären Partei |           |
| 1968 ↑ | Wolfgang Herbst | Direktor | für seinen Anteil bei der wissenschaftlichen Ausarbeitung, musealen Gestaltung und politisch massenwirksamen Vermittlung der Geschichte des deutschen Volkes, insbesondere des Kampfes der deutschen Arbeiter-Masse und ihrer revolutionären Partei |           |
| 1968 ↑ | Walter Nimtz | stellvertretender Direktor | für seinen Anteil bei der wissenschaftlichen Ausarbeitung, musealen Gestaltung und politisch massenwirksamen Vermittlung der Geschichte des deutschen Volkes, insbesondere des Kampfes der deutschen Arbeiter-Masse und ihrer revolutionären Partei |           |
| 1968 ↑ | Ingo Materna | Abteilungsleiter des Instituts für Geschichte der Deutschen Akademie der Wissenschaften zu Berlin | für seinen Anteil bei der wissenschaftlichen Ausarbeitung, musealen Gestaltung und politisch massenwirksamen Vermittlung der Geschichte des deutschen Volkes, insbesondere des Kampfes der deutschen Arbeiter-Masse und ihrer revolutionären Partei |           |
| 1968 ↑ | Franz Bolck | Rektor, Direktor des Pathologischen Instituts und Professor mit Lehrstuhl an der Friedrich-Schiller-Universität Jena                                                                                         | für seine wissenschaftlichen Leistungen auf dem Gebiet der Pathologie, insbesondere der Tumorforschung, sowie für seine Verdienste um die sozialistische Hochschulreform |           |
| 1968 ↑ | Hansjürgen Matthies | Professor mit Lehrstuhl und Direktor des Instituts für Pharmakologie und Toxikologie an der Medizinischen Akademie Magdeburg                                                                                 | für seine bedeutenden Leistungen auf dem Gebiet der Arzneimittelforschung, insbesondere der Neuropharmakologie |           |
| 1968 ↑ | Hans Mottek | Direktor des Instituts für Wirtschaftsgeschichte an der Hochschule für Ökonomie Berlin | für seine wirtschaftshistorischen Forschungsergebnisse, insbesondere sein Standardwerk „Wirtschaftsgeschichte Deutschlands“ |           |
| 1969 ↑ | sozialistische Forschungsgemeinschaft „Wasserlösliche Anstrichstoffe“ der WB Lacke und Farben                                                                                        | sozialistische Forschungsgemeinschaft „Wasserlösliche Anstrichstoffe“ der WB Lacke und Farben | für ihren Anteil an den wissenschaftlichen Leistungen bei der Entwicklung wasserlöslicher Anstrichstoffe und einer hocheffektiven Technologie für das elektrophoretische Auftragsverfahren |           |
| 1969 ↑ | Karl Berger | Direktor des Instituts für Lacke und Farben Magdeburg | für ihren Anteil an den wissenschaftlichen Leistungen bei der Entwicklung wasserlöslicher Anstrichstoffe und einer hocheffektiven Technologie für das elektrophoretische Auftragsverfahren |           |
| 1969 ↑ | Heinz Magdanz | Wiss. Leiter für Bindemittelforschung im Institut für Lacke und Farben Magdeburg | für ihren Anteil an den wissenschaftlichen Leistungen bei der Entwicklung wasserlöslicher Anstrichstoffe und einer hocheffektiven Technologie für das elektrophoretische Auftragsverfahren |           |
| 1969 ↑ | Hans Friedrich | Leiter der Forschungsabteilung im VEB Farben- und Lackfabrik Leipzig | für ihren Anteil an den wissenschaftlichen Leistungen bei der Entwicklung wasserlöslicher Anstrichstoffe und einer hocheffektiven Technologie für das elektrophoretische Auftragsverfahren |           |
| 1969 ↑ | Horst Hofmann | Leiter der Abteilung Wissenschaft in der VVB Lacke und Farben Berlin | für ihren Anteil an den wissenschaftlichen Leistungen bei der Entwicklung wasserlöslicher Anstrichstoffe und einer hocheffektiven Technologie für das elektrophoretische Auftragsverfahren |           |
| 1969 ↑ | Werner Lohs | Leiter des Fachbereiches Forschung im VEB Lackkunstharz- und Lackfabrik Zwickau | für ihren Anteil an den wissenschaftlichen Leistungen bei der Entwicklung wasserlöslicher Anstrichstoffe und einer hocheffektiven Technologie für das elektrophoretische Auftragsverfahren |           |
| 1969 ↑ | Entwicklungskollektiv „Spitzengeräte des Gerätesystems Metallurgie“ des VEB Carl Zeiss Jena                                                                                          | Entwicklungskollektiv „Spitzengeräte des Gerätesystems Metallurgie“ des VEB Carl Zeiss Jena | für seinen Anteil an den Pionierleistungen auf dem Gebiet der Entwicklung und Anwendung von Geräten der Analysenmeßtechnik |           |
| 1969 ↑ | Dipl.-Physiker Lothar Kramer | Wissenschaftlicher Gruppenleiter | für seinen Anteil an den Pionierleistungen auf dem Gebiet der Entwicklung und Anwendung von Geräten der Analysenmeßtechnik |           |
| 1969 ↑ | Günther Möbius | Gruppenleiter für Entwicklung | für seinen Anteil an den Pionierleistungen auf dem Gebiet der Entwicklung und Anwendung von Geräten der Analysenmeßtechnik |           |
| 1969 ↑ | Ernst-Peter Hasenfelder | Laboringenieur | für seinen Anteil an den Pionierleistungen auf dem Gebiet der Entwicklung und Anwendung von Geräten der Analysenmeßtechnik |           |
| 1969 ↑ | Horst Moenke | Abteilungsleiter | für seinen Anteil an den Pionierleistungen auf dem Gebiet der Entwicklung und Anwendung von Geräten der Analysenmeßtechnik |           |
| 1969 ↑ | Lieselotte Moenke | Gruppenleiter | für seinen Anteil an den Pionierleistungen auf dem Gebiet der Entwicklung und Anwendung von Geräten der Analysenmeßtechnik |           |
| 1969 ↑ | Werner Zier | Hauptkonstrukteur und Leiter der Entwicklungsabteilung für Röntgengeneratoren im VEB Transformatoren- und Röntgenwerk Dresden                                                                                | für seinen Anteil an den Pionierleistungen auf dem Gebiet der Entwicklung und Anwendung von Geräten der Analysenmeßtechnik |           |
| 1969 ↑ | Kollektiv aus den LPG der Kooperationsgemeinschaft Bobritzschtal, Kreis Freiberg | Kollektiv aus den LPG der Kooperationsgemeinschaft Bobritzschtal, Kreis Freiberg | für seinen Anteil an den beispielgebenden Leistungen bei der Entwicklung der sozialistischen Betriebswirtschaft und der Kooperation unter Einbeziehung der LPG Typ I |           |
| 1969 ↑ | Walter Timmel | Vorsitzender der LPG „Otto Buchwitz“ Niederschöna und Vorsitzender des Kooperationsrates | für seinen Anteil an den beispielgebenden Leistungen bei der Entwicklung der sozialistischen Betriebswirtschaft und der Kooperation unter Einbeziehung der LPG Typ I |           |
| 1969 ↑ | Elli Stenzel | Genossenschaftsbäuerin in der LPG „Thomas Müntzer“ Niederbobritzsch | für seinen Anteil an den beispielgebenden Leistungen bei der Entwicklung der sozialistischen Betriebswirtschaft und der Kooperation unter Einbeziehung der LPG Typ I |           |
| 1969 ↑ | Walter Stein | Vorsitzender der LPG „Rotes Banner“ Oberbobritzsch | für seinen Anteil an den beispielgebenden Leistungen bei der Entwicklung der sozialistischen Betriebswirtschaft und der Kooperation unter Einbeziehung der LPG Typ I |           |
| 1969 ↑ | Diplomlandwirt Alfred Kunze | LPG „Thomas Müntzer“ Niederbobritzsch | für seinen Anteil an den beispielgebenden Leistungen bei der Entwicklung der sozialistischen Betriebswirtschaft und der Kooperation unter Einbeziehung der LPG Typ I |           |
| 1969 ↑ | Diplomlandwirt Egon Rothe | Genossenschaftsbauer und Produktionsleiter in der LPG „Rotes Banner“ Oberbobritzsch | für seinen Anteil an den beispielgebenden Leistungen bei der Entwicklung der sozialistischen Betriebswirtschaft und der Kooperation unter Einbeziehung der LPG Typ I |           |
| 1969 ↑ | Diplomlandwirt Eberhard Georgi | Genossenschaftsbauer und Leiter der Viehwirtschaft der LPG „Otto Buchwitz“ Niederschöna | für seinen Anteil an den beispielgebenden Leistungen bei der Entwicklung der sozialistischen Betriebswirtschaft und der Kooperation unter Einbeziehung der LPG Typ I |           |
| 1969 ↑ | Entwicklungskollektiv „Datenübertragung“ des VEB Kombinat Robotron, Radeberg | Entwicklungskollektiv „Datenübertragung“ des VEB Kombinat Robotron, Radeberg | für seinen Anteil an der Entwicklung, Konstruktion, dem Bau und der Produktionsüberleitung der mittelschnellen Datenübertragungsanlage DFE 550 |           |
| 1969 ↑ | Rolf Giesecke | Abteilungsleiter | für seinen Anteil an der Entwicklung, Konstruktion, dem Bau und der Produktionsüberleitung der mittelschnellen Datenübertragungsanlage DFE 550 |           |
| 1969 ↑ | Paul-Friedrich Kuhrt | stellvertretender Abteilungsleiter | für seinen Anteil an der Entwicklung, Konstruktion, dem Bau und der Produktionsüberleitung der mittelschnellen Datenübertragungsanlage DFE 550 |           |
| 1969 ↑ | Valentin Maurer | Wiss. Mitarbeiter | für seinen Anteil an der Entwicklung, Konstruktion, dem Bau und der Produktionsüberleitung der mittelschnellen Datenübertragungsanlage DFE 550 |           |
| 1969 ↑ | Siegfried Barth | Abteilungsleiter | für seinen Anteil an der Entwicklung, Konstruktion, dem Bau und der Produktionsüberleitung der mittelschnellen Datenübertragungsanlage DFE 550 |           |
| 1969 ↑ | Werner Häßler | Abteilungsleiter | für seinen Anteil an der Entwicklung, Konstruktion, dem Bau und der Produktionsüberleitung der mittelschnellen Datenübertragungsanlage DFE 550 |           |
| 1969 ↑ | Gerhard Günther | Einrichter | für seinen Anteil an der Entwicklung, Konstruktion, dem Bau und der Produktionsüberleitung der mittelschnellen Datenübertragungsanlage DFE 550 |           |
| 1969 ↑ | Kollektiv „Entwicklung von kontinuierlichen Hochleistungswalzstraßen“ des Schwermaschinenbaukombinates „Ernst Thälmann“ Magdeburg                                                    | Kollektiv „Entwicklung von kontinuierlichen Hochleistungswalzstraßen“ des Schwermaschinenbaukombinates „Ernst Thälmann“ Magdeburg                                                                            | für seinen Anteil an der Entwicklung kontinuierlicher hochleistungsfähiger Feinstahl-, Draht- und Mittelstahlwalzwerke |           |
| 1969 ↑ | Heinz Tietge | Hauptkonstrukteur für Walzwerke | für seinen Anteil an der Entwicklung kontinuierlicher hochleistungsfähiger Feinstahl-, Draht- und Mittelstahlwalzwerke |           |
| 1969 ↑ | Alfons Dobrindt | Leiter der Abteilung Projektierung von Walzwerkausrüstungen | für seinen Anteil an der Entwicklung kontinuierlicher hochleistungsfähiger Feinstahl-, Draht- und Mittelstahlwalzwerke |           |
| 1969 ↑ | Manfred Juling | Leiter der Abteilung Projektierung der Elektroausrüstungen | für seinen Anteil an der Entwicklung kontinuierlicher hochleistungsfähiger Feinstahl-, Draht- und Mittelstahlwalzwerke |           |
| 1969 ↑ | Helmut Imhof | Abteilungsleiter für Technik, Außenstelle Berlin | für seinen Anteil an der Entwicklung kontinuierlicher hochleistungsfähiger Feinstahl-, Draht- und Mittelstahlwalzwerke |           |
| 1969 ↑ | Johannes Jörn | Direktor für komplette metallurgische Anlagen | für seinen Anteil an der Entwicklung kontinuierlicher hochleistungsfähiger Feinstahl-, Draht- und Mittelstahlwalzwerke |           |
| 1969 ↑ | Werner Klaus | Meister in der Montage für Walzwerke | für seinen Anteil an der Entwicklung kontinuierlicher hochleistungsfähiger Feinstahl-, Draht- und Mittelstahlwalzwerke |           |
| 1969 ↑ | Kollektiv „Entwicklung der pneumatischen Kardenspeisung und der automatischen Mischerei im Werk Falkenau“ des VEB Baumwollspinnerei Flöha                                            | Kollektiv „Entwicklung der pneumatischen Kardenspeisung und der automatischen Mischerei im Werk Falkenau“ des VEB Baumwollspinnerei Flöha                                                                    | für seinen Anteil an den Pionierleistungen bei der Automatisierung des VEB Baumwollspinnerei Flöha durch Aggregierung von technologischen Einzelprozessen zu automatisierten Fließlinien |           |
| 1969 ↑ | Frowald Rümmler | wiss. Mitarbeiter | für seinen Anteil an den Pionierleistungen bei der Automatisierung des VEB Baumwollspinnerei Flöha durch Aggregierung von technologischen Einzelprozessen zu automatisierten Fließlinien |           |
| 1969 ↑ | Erich Tillmann | Auftragsleiter | für seinen Anteil an den Pionierleistungen bei der Automatisierung des VEB Baumwollspinnerei Flöha durch Aggregierung von technologischen Einzelprozessen zu automatisierten Fließlinien |           |
| 1969 ↑ | Heini Thoß | Direktor | für seinen Anteil an den Pionierleistungen bei der Automatisierung des VEB Baumwollspinnerei Flöha durch Aggregierung von technologischen Einzelprozessen zu automatisierten Fließlinien |           |
| 1969 ↑ | Kurt Nendel | Operativtechnologe | für seinen Anteil an den Pionierleistungen bei der Automatisierung des VEB Baumwollspinnerei Flöha durch Aggregierung von technologischen Einzelprozessen zu automatisierten Fließlinien |           |
| 1969 ↑ | Reinhold Felber | Bereichstechnologe | für seinen Anteil an den Pionierleistungen bei der Automatisierung des VEB Baumwollspinnerei Flöha durch Aggregierung von technologischen Einzelprozessen zu automatisierten Fließlinien |           |
| 1969 ↑ | Gotthard Fuchs | Klempner | für seinen Anteil an den Pionierleistungen bei der Automatisierung des VEB Baumwollspinnerei Flöha durch Aggregierung von technologischen Einzelprozessen zu automatisierten Fließlinien |           |
| 1969 ↑ | Kollektiv „Sonderprogramm 1. Aufbaustufe des VEB Textilkombinat Cottbus“ | Kollektiv „Sonderprogramm 1. Aufbaustufe des VEB Textilkombinat Cottbus“ | für seinen Anteil an der Realisierung des 1. Produktionsabschnittes des VEB Textilkombinat Cottbus und für die Erreichung von Pionierleistungen in der Technologie und bei den Erzeugnissen innerhalb eines Jahres von der Forschung bis zur Versorgungswirksamkeit durch komplexe Anwendung neuer wissenschaftlicher Planungs- und Leitungsmethoden                                                                    |           |
| 1969 ↑ | Kurt Bullan | Generaldirektor | für seinen Anteil an der Realisierung des 1. Produktionsabschnittes des VEB Textilkombinat Cottbus und für die Erreichung von Pionierleistungen in der Technologie und bei den Erzeugnissen innerhalb eines Jahres von der Forschung bis zur Versorgungswirksamkeit durch komplexe Anwendung neuer wissenschaftlicher Planungs- und Leitungsmethoden                                                                    |           |
| 1969 ↑ | Siegfried Magdeburg | Investitionsbauleiter | für seinen Anteil an der Realisierung des 1. Produktionsabschnittes des VEB Textilkombinat Cottbus und für die Erreichung von Pionierleistungen in der Technologie und bei den Erzeugnissen innerhalb eines Jahres von der Forschung bis zur Versorgungswirksamkeit durch komplexe Anwendung neuer wissenschaftlicher Planungs- und Leitungsmethoden                                                                    |           |
| 1969 ↑ | Joachim Heby | Direktor für Forschung und Entwicklung | für seinen Anteil an der Realisierung des 1. Produktionsabschnittes des VEB Textilkombinat Cottbus und für die Erreichung von Pionierleistungen in der Technologie und bei den Erzeugnissen innerhalb eines Jahres von der Forschung bis zur Versorgungswirksamkeit durch komplexe Anwendung neuer wissenschaftlicher Planungs- und Leitungsmethoden                                                                    |           |
| 1969 ↑ | Lothar Jurke | Abschnittsbauleiter im VEB Metalleichtbaukombinat, Werk Industriemontagen Leipzig | für seinen Anteil an der Realisierung des 1. Produktionsabschnittes des VEB Textilkombinat Cottbus und für die Erreichung von Pionierleistungen in der Technologie und bei den Erzeugnissen innerhalb eines Jahres von der Forschung bis zur Versorgungswirksamkeit durch komplexe Anwendung neuer wissenschaftlicher Planungs- und Leitungsmethoden                                                                    |           |
| 1969 ↑ | Heinz Sakretz | Zimmerer-Brigadier im BMK Kohle und Energie, Betriebsteil Cottbus | für seinen Anteil an der Realisierung des 1. Produktionsabschnittes des VEB Textilkombinat Cottbus und für die Erreichung von Pionierleistungen in der Technologie und bei den Erzeugnissen innerhalb eines Jahres von der Forschung bis zur Versorgungswirksamkeit durch komplexe Anwendung neuer wissenschaftlicher Planungs- und Leitungsmethoden                                                                    |           |
| 1969 ↑ | Klaus Morgenstern | Direktor des VEB Zentrales Projektierungsbüro der Textilindustrie | für seinen Anteil an der Realisierung des 1. Produktionsabschnittes des VEB Textilkombinat Cottbus und für die Erreichung von Pionierleistungen in der Technologie und bei den Erzeugnissen innerhalb eines Jahres von der Forschung bis zur Versorgungswirksamkeit durch komplexe Anwendung neuer wissenschaftlicher Planungs- und Leitungsmethoden                                                                    |           |
| 1969 ↑ | Ehrhardt Gißke | Direktor des Instituts für Industriebau bei der Deutschen Bauakademie zu Berlin | für seinen Anteil an der Realisierung des 1. Produktionsabschnittes des VEB Textilkombinat Cottbus und für die Erreichung von Pionierleistungen in der Technologie und bei den Erzeugnissen innerhalb eines Jahres von der Forschung bis zur Versorgungswirksamkeit durch komplexe Anwendung neuer wissenschaftlicher Planungs- und Leitungsmethoden                                                                    |           |
| 1969 ↑ | Walter Mielsch | Stellvertreter des Generaldirektors und Leiter des Realisierungsstabes des VEB Metalleichtbaukombinat Leipzig                                                                                                | für seinen Anteil an der Realisierung des 1. Produktionsabschnittes des VEB Textilkombinat Cottbus und für die Erreichung von Pionierleistungen in der Technologie und bei den Erzeugnissen innerhalb eines Jahres von der Forschung bis zur Versorgungswirksamkeit durch komplexe Anwendung neuer wissenschaftlicher Planungs- und Leitungsmethoden                                                                    |           |
| 1969 ↑ | Kollektiv „Thermisch-chemische Glasgewebeveredelung“ des Instituts für Technologie der Fasern Dresden der DAW zu Berlin                                                              | Kollektiv „Thermisch-chemische Glasgewebeveredelung“ des Instituts für Technologie der Fasern Dresden der DAW zu Berlin                                                                                      | für seinen Anteil an der Wissenschaftlichen Grundlagenforschung über Eigenschaften und Struktur der Glasfäden, die zu Spitzenleistungen in der Entwicklung eines industriell nutzbaren Mehrstufenverfahrens zur thermisch-chemischen Glasgewebeveredelung führte |           |
| 1969 ↑ | Rolf Barthel | Stellvertreter des Institutsdirektors | für seinen Anteil an der Wissenschaftlichen Grundlagenforschung über Eigenschaften und Struktur der Glasfäden, die zu Spitzenleistungen in der Entwicklung eines industriell nutzbaren Mehrstufenverfahrens zur thermisch-chemischen Glasgewebeveredelung führte |           |
| 1969 ↑ | Gerhard Höhne | Arbeitsleiter | für seinen Anteil an der Wissenschaftlichen Grundlagenforschung über Eigenschaften und Struktur der Glasfäden, die zu Spitzenleistungen in der Entwicklung eines industriell nutzbaren Mehrstufenverfahrens zur thermisch-chemischen Glasgewebeveredelung führte |           |
| 1969 ↑ | Gottfried Wiedemann | Wiss. Arbeitsleiter | für seinen Anteil an der Wissenschaftlichen Grundlagenforschung über Eigenschaften und Struktur der Glasfäden, die zu Spitzenleistungen in der Entwicklung eines industriell nutzbaren Mehrstufenverfahrens zur thermisch-chemischen Glasgewebeveredelung führte |           |
| 1969 ↑ | Kollektiv „Vakuumgefriertrocknung“ des Forschungsinstituts für die Kühl- und Gefrierwirtschaft Magdeburg                                                                             | Kollektiv „Vakuumgefriertrocknung“ des Forschungsinstituts für die Kühl- und Gefrierwirtschaft Magdeburg | für seinen Anteil an den wissenschaftlichen Leistungen bei der Weiterentwicklung der Vakuumgefriertrocknung zu einem dem wissenschaftlich-technischen Höchststand entsprechenden Verfahren zur Konservierung von Nahrungsgütern |           |
| 1969 ↑ | Erich Gröschner | Direktor | für seinen Anteil an den wissenschaftlichen Leistungen bei der Weiterentwicklung der Vakuumgefriertrocknung zu einem dem wissenschaftlich-technischen Höchststand entsprechenden Verfahren zur Konservierung von Nahrungsgütern |           |
| 1969 ↑ | Walter Anter | Wissenschaftlicher Mitarbeiter | für seinen Anteil an den wissenschaftlichen Leistungen bei der Weiterentwicklung der Vakuumgefriertrocknung zu einem dem wissenschaftlich-technischen Höchststand entsprechenden Verfahren zur Konservierung von Nahrungsgütern |           |
| 1969 ↑ | Magdalena Scharnbeck | Ingenieur | für seinen Anteil an den wissenschaftlichen Leistungen bei der Weiterentwicklung der Vakuumgefriertrocknung zu einem dem wissenschaftlich-technischen Höchststand entsprechenden Verfahren zur Konservierung von Nahrungsgütern |           |
| 1969 ↑ | Rainer Hoffmann | Wiss. Mitarbeiter | für seinen Anteil an den wissenschaftlichen Leistungen bei der Weiterentwicklung der Vakuumgefriertrocknung zu einem dem wissenschaftlich-technischen Höchststand entsprechenden Verfahren zur Konservierung von Nahrungsgütern |           |
| 1969 ↑ | Gruppe „Wissenschaftliche Grundlagen der sozialistischen Wirtschaftsführung“ | Gruppe „Wissenschaftliche Grundlagen der sozialistischen Wirtschaftsführung“ | für Ihren Anteil an der Schaffung wissenschaftlicher Grundlagen der sozialistischen Wirtschaftsführung |           |
| 1969 ↑ | Gerd Friedrich | Stellvertretender Direktor des Zentralinstituts für sozialistische Wirtschaftsführung beim ZK der SED | für Ihren Anteil an der Schaffung wissenschaftlicher Grundlagen der sozialistischen Wirtschaftsführung |           |
| 1969 ↑ | Claus Krömke | Mitarbeiter im ZK der SED | für Ihren Anteil an der Schaffung wissenschaftlicher Grundlagen der sozialistischen Wirtschaftsführung |           |
| 1969 ↑ | Gerhard Schulz | Leiter des Lehrstuhls für Politische Ökonomie im Institut für Gesellschaftswissenschaften beim ZK der SED | für Ihren Anteil an der Schaffung wissenschaftlicher Grundlagen der sozialistischen Wirtschaftsführung |           |
| 1969 ↑ | Kollektiv „Grundlagen der Ökonomik, des Transport- und Nachrichtenwesens“ | Kollektiv „Grundlagen der Ökonomik, des Transport- und Nachrichtenwesens“ | für seinen Anteil an den wissenschaftlichen Leistungen bei der Herausbildung einer marxistisch-leninistischen Ökonomik des Transport- und Nachrichtenwesens sowie der Entwicklung einer sozialistischen Verkehrspolitik |           |
| 1969 ↑ | Hermann Wagener | Rektor der Hochschule für Verkehrswesen „Friedrich List“ Dresden | für seinen Anteil an den wissenschaftlichen Leistungen bei der Herausbildung einer marxistisch-leninistischen Ökonomik des Transport- und Nachrichtenwesens sowie der Entwicklung einer sozialistischen Verkehrspolitik |           |
| 1969 ↑ | Gerhard Rehbein | Professor mit Lehrstuhl und Prorektor für Gesellschaftswissenschaften an der Hochschule für Verkehrswesen „Friedrich List“ Dresden                                                                           | für seinen Anteil an den wissenschaftlichen Leistungen bei der Herausbildung einer marxistisch-leninistischen Ökonomik des Transport- und Nachrichtenwesens sowie der Entwicklung einer sozialistischen Verkehrspolitik |           |
| 1969 ↑ | Kollektiv „Architektonische und städtebauliche Gestaltung Halle-Neustadt“ | Kollektiv „Architektonische und städtebauliche Gestaltung Halle-Neustadt“ | für seinen Anteil an der architektonischen und städtebaulichen Gestaltung von Halle-Neustadt |           |
| 1969 ↑ | Richard Paulick | Architekt, Berlin | für seinen Anteil an der architektonischen und städtebaulichen Gestaltung von Halle-Neustadt |           |
| 1969 ↑ | Karlheinz Schlesier | Bezirksarchitekt beim Rat des Bezirkes Halle und Chefarchitekt von Halle-Neustadt | für seinen Anteil an der architektonischen und städtebaulichen Gestaltung von Halle-Neustadt |           |
| 1969 ↑ | Edith Scholz | Kollektivleiter im VEB Wohnungsbaukombinat Halle-Neustadt, Betriebsteil I | für seinen Anteil an der architektonischen und städtebaulichen Gestaltung von Halle-Neustadt |           |
| 1969 ↑ | Joachim Bach | Ordentlicher Professor für Städtebau an der Hochschule für Architektur und Bauwesen Weimar | für seinen Anteil an der architektonischen und städtebaulichen Gestaltung von Halle-Neustadt |           |
| 1969 ↑ | Friedhart Klix | Professor mit Lehrstuhl und Dekan der Mathematisch-Naturwissenschaftlichen Fakultät des Wissenschaftlichen Rates der Humboldt-Universität Berlin                                                             | für seine bedeutenden theoretischen und methodologischen Arbeiten zur Entwicklung der marxistischen Psychologie, insbesondere die Erforschung komplexer informationsverarbeitender Prozesse beim Menschen |           |
| 1969 ↑ | Hubert Mohr | Professor mit vollem Lehrauftrag und Prorektor für Prognose und Wissenschaftsentwicklung an der Pädagogischen Hochschule Potsdam                                                                             | für seine wissenschaftlichen pädagogischen Leistungen bei der Darstellung der deutschen Geschichte, insbesondere zur Auseinandersetzung mit dem politischen Klerikalismus |           |
| 1969 ↑ | Harry Pfeifer | Professor mit vollem Lehrauftrag an der Sektion Physik und Dekan der Mathematisch-Naturwissenschaftlichen Fakultät des Wissenschaftlichen Rates der Karl-Marx-Universität Leipzig                            | für seine Verdienste bei der Weiterentwicklung der magnetischen Kernresonanz auf der Grundlage von Impulsmethoden und für die Ausarbeitung eines Systems von Untersuchungsverfahren, insbesondere zur Analyse der Molekülbewegungen an Oberflächen von hochdispersen Systemen |           |
| 1969 ↑ | Joachim Streisand | Professor mit vollem Lehrauftrag und Direktor der Sektion Geschichte an der Humboldt-Universität Berlin | für seine Forschungen auf dem Gebiet der deutschen Geschichte, insbesondere für seine Leistungen zur Entwicklung des Geschichtsbewußtseins |           |

## Preissummen
| Jahr   | Preissumme in Mark |
| ------ | ------------------ |
| 1960   | 575.000            |
| 1961   | 325.000            |
| 1962   | 350.000            |
| 1963   | 200.000            |
| 1964   | 375.000            |
| 1965   | 300.000            |
| 1966   | 350.000            |
| 1967   | 175.000            |
| 1968   | 225.000            |
| 1969   | 400.000            |
| Gesamt | 3.275.000          |